# Miss Corea
Miss Corea (en coreano: 미스코리아, romanizado: miseukolia; en inglés: Miss Korea) es un concurso de belleza nacional en Corea del Sur. Se encarga de seleccionar a las representantes del país para los concursos Miss Internacional y Miss Tierra.
Es el concurso de belleza más antiguo de Corea del Sur. Perdió las licencias de Miss Mundo y Miss Universo en 2011 y 2016, respectivamente.

## Historia
El primer concurso de Miss Corea tuvo lugar en 1957 y fue patrocinado por el periódico coreano Hankook Ilbo. La ganadora «Jin» (진; verdad) es coronada como Miss Corea oficial. Además, hay finalistas «Sun» (선; bondad) (equivalentes al segundo lugar), que compiten en Miss Internacional o Miss Tierra. Por último, se eligen finalistas «Mi» (미; belleza) (equivalentes al tercer lugar).
En 2011, Miss Corea perdió la licencia de Miss Mundo porque en lugar de enviar a la ganadora al concurso, enviaba a la finalista, por lo que la organización internacional otorgó la licencia a un concurso nacional diferente. En 2016, Miss Corea perdió la licencia de Miss Universo.

## Ganadoras
| Año  | Miss Corea (Jin; verdad) | Primeras finalistas (Sun; bondad) | Segundas finalistas (Mi; belleza)                                 | Ref.        |
| ---- | ------------------------ | --------------------------------- | ----------------------------------------------------------------- | ----------- |
| 1957 | Park Hyun-ok             | Kim Jung-ok                       | Hong In-bang                                                      | [ 4 ]       |
| 1958 | Oh Geum-sun              | Jung Yeon-ja                      | Kim Mi-ja                                                         | [ 4 ]       |
| 1959 | Oh Hyun-ju               | Jung Ok-yi                        | Seo Jung-ae                                                       | [ 4 ]       |
| 1960 | Son Mi-hee-ja            | Kim Jung-ja                       | Lee Young-hee                                                     | [ 4 ]       |
| 1961 | Seo Yang-hee             | Lee Ok-ja                         | Hyun Chang-ae                                                     | [ 4 ]       |
| 1962 | Seo Bum-ju               | Sohn Yang-ja                      | Chung Tae-ja                                                      | [ 4 ]       |
| 1963 | Kim Myoung-ja            | Choi Yoo-mi                       | Choi Keum-shil                                                    | [ 4 ]       |
| 1964 | Shin Jung-hyun           | Lee Hye-jin                       | Yoon Mi-hee                                                       | [ 4 ]       |
| 1965 | Kim Eun-ji               | Kim Min-jin                       | Lee Eun-ah                                                        | [ 4 ]       |
| 1966 | Yoon Gwi-young           | Jin Hyun-soo                      | Chung Eul-sun                                                     | [ 4 ]       |
| 1967 | Hong Joung-ae            | Choi Yang-ji                      | Chung Young-hwa                                                   | [ 4 ]       |
| 1968 | Kim Yoon-jung            | Kim Hee-ja                        | Lee Ji-eun                                                        | [ 4 ]       |
| 1969 | Lim Hyun-jung            | Kim Yoo-kyoung                    | Kim Seung-hee                                                     | [ 4 ]       |
| 1970 | Yoo Young-ae             | Kim In-sook                       | Lee Jung-hee                                                      | [ 4 ]       |
| 1971 | Noh Mi-ae                | Choi Sook-ae                      | Cha Soon-young                                                    | [ 4 ]       |
| 1972 | Park Yeon-joo            | Suh Yun-hee                       | Shin Ga-jung                                                      | [ 4 ]       |
| 1973 | Kim Young-ju             | Kim Mae-ja                        | Kim Jun-kyung                                                     | [ 4 ]       |
| 1974 | Kim Eun-jung             | Kim Kyung-ok                      | Shim Kyoung-sook                                                  | [ 4 ]       |
| 1975 | Seo Ji-hye               | Lee Sung-hee, Lee Yeon-ok         | Lee Hyang-mok, No Deok-ja, Jin Sook                               | [ 4 ]       |
| 1976 | Chung Kyung-sook         | Chung Kwang-hyun, Han Young-ae    | Cha Jang-ok, Shin Byoung-sook, Lee Hye-kyung                      | [ 4 ]       |
| 1977 | Kim Sung-hee             | Lee Jung-hwa, Jung Jung-hwa       | Kim Young-sun, Shin Byoung-ok, Kim Soon-ae                        | [ 4 ]       |
| 1978 | Son Jung-eun             | Chae Jung-sook, Park Kyung-ae     | Kim Eun-hee, Je Eun-jin, Park Jae-sook                            | [ 4 ]       |
| 1979 | Seo Jae-hwa              | Hong Yeo-jin                      | Kim Jin-sun                                                       | [ 4 ]       |
| 1980 | Kim Eun-jung             | Chang Sun-ja                      | Kim Hye-ran                                                       | [ 4 ]       |
| 1981 | Lee Eun-jung             | Lee Han-na                        | Kim So-hyung                                                      | [ 4 ]       |
| 1982 | Park Sun-hee             | Choi Sung-yoon                    | Lee Hyun-joo                                                      | [ 4 ] [ 5 ] |
| 1983 | Lim Mi-sook              | Kim Sun-mi                        | Seo Min-sook                                                      | [ 4 ]       |
| 1984 | Choi Young-ok            | Kim Kyoung-ree                    | Chang Sih-wha                                                     | [ 4 ]       |
| 1985 | Bae Young-ran            | An Jung-mi                        | Kim Yoon-jung                                                     | [ 4 ]       |
| 1986 | Kim Ji-eun               | Chung Wha-sun                     | Chung Myoung-sun                                                  | [ 4 ]       |
| 1987 | Jang Yoon-jeong          | Choi Yeon-hee                     | Kim Mi-rim                                                        | [ 4 ]       |
| 1988 | Kim Sung-ryung           | Kim Hye-ri                        | Kim Hee-jung                                                      | [ 4 ]       |
| 1989 | Oh Hyun-kyung            | Go Hyun-jung                      | Lee Yun-young                                                     | [ 4 ]       |
| 1990 | Seo Jung-min             | Kim Tae-hwa                       | Yoon Je-sun                                                       | [ 4 ]       |
| 1991 | Lee Young-hyun           | Yum Jung-ah                       | Lee Mi-young                                                      | [ 4 ]       |
| 1992 | Yoo Ha-young             | Chang Eun-young                   | Lee Seung-yeon                                                    | [ 4 ]       |
| 1993 | Goong Sun-young          | Huh Sung-soo                      | Kim Young-ah                                                      | [ 4 ]       |
| 1994 | Han Sung-ju              | Lee Yoo-ree, Yoon Mi-jung         | Kim Mi-sook, Kim Ye-boon, Sung Hyun-ah                            | [ 4 ]       |
| 1995 | Kim Yun-jung             | Choi Yoon-young, Kim Jung-hwa     | Kim Min-jung, Kim Ah-rin, Han Sung-won                            | [ 4 ]       |
| 1996 | Lee Eun-hee              | Seol Soo-jin, Kim Ryang-hee       | Choi Suk-young, Lee Ji-hee, Choi Jung-yoon                        | [ 4 ]       |
| 1997 | Kim Ji-yeon              | Cho Hye-young, Kim Jin-ah         | Lim Sun-hong, Yeo Hye-jeon, Jung Eun-joo                          | [ 4 ]       |
| 1998 | Choi Ji-hyun             | Kim Kun-woo, Lee Jae-won          | Lee Jung-min, Yang So-hyun, Choi Yoon-hee                         | [ 4 ]       |
| 1999 | Kim Yeon-ju              | Han Na-na                         | Seol Soo-hyun                                                     | [ 4 ]       |
| 2000 | Kim Sa-rang              | Shin Jung-sun                     | Son Tae-young                                                     | [ 4 ]       |
| 2001 | Kim Min-kyoung           | Seo Hyun-jin                      | Baek Myoung-hee                                                   | [ 6 ]       |
| 2002 | Keum Na-na               | Chang Yoo-kyoung                  | Gi Yun-ju                                                         | [ 7 ]       |
| 2003 | Choi Yun-young           | Park Ji-ye, Shin Ji-Su            | Oh Yoo-mi, Ahn Choon-young, Yang Hye-sun                          | [ 8 ]       |
| 2004 | Kim So-young             | Han Kyoung-jin                    | Kim In-ha                                                         | [ 9 ]       |
| 2005 | Kim Joo-hee              | Oh Eun-young, Lee Kyoung-eun      | Yoo Hye-mi, Kim Eun-ji, Yoo Hye-ri                                | [ 10 ]      |
| 2006 | Lee Ha-nui               | Park Sharon, Jang Yun-seo         | Park Hee-jung, Kim Yoo-mi, Park Sung-min, Kim Soo-hyun            | [ 11 ]      |
| 2007 | Lee Ji-sun               | Cho Eun-ju, Park Ka-won           | Lee Jin, Yoo Ji-eun, Lee Jae-ah, Kim Joo-yeon                     | [ 12 ]      |
| 2008 | Na Ry                    | Choi Bo-in, Kim Min-jeong         | Seo Seol-hee, Chang Yun hee, Lee Yoon-ah                          | [ 13 ]      |
| 2009 | Kim Joo-ri               | Cha Ye-rin, Seo Eun-mi            | Park Ye-ju, Yoo Soo-jung, Lee Seul-ki, Choi Ji-hee                | [ 14 ]      |
| 2010 | Jung So-ra               | Jang Yoon-jin, Kim Hye-young      | Ha Hyun-jung, Ko Hyun-young, Lee Gui-joo, Ahn Da-hye              | [ 15 ]      |
| 2011 | Lee Seong-hye            | Kim E-seul, Kim Hye-sun           | Lee Semina, Nam Mi-yeon, Kim Soo-jung, Gong Pyung-hee             | [ 16 ]      |
| 2012 | Kim Yu-mi                | Lee Jung-bin, Kim Sa-ra           | Kim Young-joo, Kim Na-yeon, Kim Tae-hyun, Kim Yoo-jin             | [ 17 ]      |
| 2013 | Yoo Ye-bin               | Han Ji-eun, Kim Hyo-hee           | Koo Bon-hwa, Choi Hye-rin, Han Soo-min, Kim Min-joo, Choi Song-yi | [ 18 ]      |
| 2014 | Kim Seo-yeon             | Shin Su-min, Lee Seo-bin          | Ryu So-ra, Baek Ji-hyun, Lee Sarah, Kim Myeong-seon               | [ 19 ]      |
| 2015 | Lee Min-ji               | Kim Ye-rin, Kim Jeong-jin         | Park Ah-reum, So A-reum, Choi Myung-kyung, Han Ho-jeong           | [ 20 ]      |
| 2016 | Kim Jin-sol              | Shin Ara, Moon Da-hyun            | Lee Young-in, Kim Min-jeong, Hong Na-shil, Lee Chae-young         | [ 21 ]      |
| 2017 | Seo Jae-won              | Jung Da-hye, Lee Han-na           | Kim Sa-rang, Nam Seung-woo, Lee Soo-yeon, Pi Hyun-ji              | [ 22 ]      |
| 2018 | Kim Soo-min              | Song Su-hyun, Seo Ye-jin          | Park Chae-won, Kim Kye-ryung, Lee Yoon-ji, Im Kyung-min           | [ 23 ]      |
| 2019 | Kim Sae-yeon             | Lee Ha-nuey, Woo Hee-jun          | Lee Hye-joo, Shin Yoon-ah, Lee Da-hyun, Shin Hye-ji               | [ 24 ]      |
| 2020 | Kim Hye-jin              | Lee Hwa-in, Ryu Seo-bin           | Jeon Hye-ji, Jeon Yeon-ju                                         | [ 25 ]      |
| 2021 | Choi Seo-eun             | Choi Mi-na Sue, Kim Su-jin        | Cho Min-ji, Jung Do-hee                                           | [ 26 ]      |
| 2022 | Lee Seung-hyeon          | Yu Si-eun                         | Kim Go-eun                                                        | [ 27 ]      |
| 2023 | Choi Chae-won            | Chung Gyu-ri, Kim Ji-sung         | Jo Su-bin, Jang Da-yeon                                           | [ 28 ]      |
| 2024 | Kim Chae-won             | Park Hee-sun                      | Yoon Ha-young                                                     | [ 29 ]      |

## Representación internacional

### Miss Internacional Corea del Sur
: Declarada como ganadora
     : Terminó como finalista
     : Terminó como una de las semifinalistas o cuartofinalistas
     : Terminó como ganadora de premios especiales
| Año  | Miss Internacional Corea del Sur | Nombre en coreano | Título nacional       | Posición en Miss Internacional | Premios especiales                                     |
| ---- | -------------------------------- | ----------------- | --------------------- | ------------------------------ | ------------------------------------------------------ |
| 1960 | Kim Jung-ja                      | 김정자            | 1.ª finalista de 1960 | No clasificó                   |                                                        |
| 1961 | Lee Ok-ja                        | 이옥자            | 1.ª finalista de 1961 | No clasificó                   |                                                        |
| 1962 | Sohn Yang-ja                     | 손양자            | 1.ª finalista de 1962 | No clasificó                   |                                                        |
| 1963 | Choi Yoo-mi                      | 최유미            | 1.ª finalista de 1963 | Cuarta finalista               |                                                        |
| 1964 | Lee Hye-jin                      | 이혜진            | 1.ª finalista de 1964 | Top 15                         |                                                        |
| 1965 | Kim Min-jin                      | 김민진            | 1.ª finalista de 1965 | Top 15                         |                                                        |
| 1967 | Jin Hyun-soo                     | 진현수            | 1.ª finalista de 1966 | No clasificó                   |                                                        |
| 1968 | Kim Hee-ja                       | 김희자            | 1.ª finalista de 1968 | Top 15                         |                                                        |
| 1969 | Kim Yoo-kyoung                   | 김유경            | 1.ª finalista de 1969 | No clasificó                   |                                                        |
| 1970 | Kim In-sook                      | 김인숙            | 1.ª finalista de 1970 | No clasificó                   |                                                        |
| 1971 | Choi Sook-ae                     | 최숙애            | 1.ª finalista de 1971 | No clasificó                   |                                                        |
| 1972 | Suh Yun-hee                      | 서윤희            | 1.ª finalista de 1972 | No clasificó                   |                                                        |
| 1973 | Kim Mae-ja                       | 김매자            | 1.ª finalista de 1973 | No clasificó                   |                                                        |
| 1974 | Kang Young-sook                  | 강영숙            | 4.ª finalista de 1974 | Top 15                         |                                                        |
| 1975 | Lee Hyang-mok                    | 이향목            | 2.ª finalista de 1975 | Top 15                         |                                                        |
| 1976 | Han Young-ae                     | 한영애            | 1.ª finalista de 1976 | No clasificó                   |                                                        |
| 1977 | Shin Byoung-ok                   | 신병옥            | 2.ª finalista de 1976 | No clasificó                   |                                                        |
| 1978 | Chae Jung-sook                   | 채정숙            | 1.ª finalista de 1978 | No clasificó                   |                                                        |
| 1979 | Kim Jin-sun                      | 김진선            | 2.ª finalista de 1979 | No clasificó                   |                                                        |
| 1980 | Chung Na-young                   | 정나영            | 4.ª finalista de 1980 | No clasificó                   |                                                        |
| 1981 | Park Hyun-joo                    | 박현주            | 3.ª finalista de 1981 | No clasificó                   |                                                        |
| 1982 | Chung Ae-hee                     | 정애희            | 3.ª finalista de 1982 | No clasificó                   |                                                        |
| 1983 | Chung Young-soon                 | 정영순            | 5.ª finalista de 1983 | Top 15                         | - Mejor Traje Nacional                                 |
| 1984 | Kim Kyoung-ree                   | 김경리            | 1.ª finalista de 1984 | No clasificó                   |                                                        |
| 1985 | Chang Sih-wha                    | 장시화            | 2.ª finalista de 1984 | No clasificó                   |                                                        |
| 1986 | Kim Yoon-jung                    | 김윤정            | 2.ª finalista de 1985 | No clasificó                   |                                                        |
| 1987 | Chung Wha-sun                    | 정화선            | 1.ª finalista de 1986 | No clasificó                   |                                                        |
| 1988 | Lee Yoon-hee                     | 이윤희            | 3.ª finalista de 1987 | Top 15                         |                                                        |
| 1989 | Kim Hee-jung                     | 김희정            | 2.ª finalista de 1988 | Top 15                         | - Mejor Traje Nacional                                 |
| 1990 | Shin Soh-young                   | 신소영            | 3.ª finalista de 1989 | No clasificó                   |                                                        |
| 1991 | Kwon Jung-joo                    | 권정주            | 4.ª finalista de 1990 | Top 15                         |                                                        |
| 1992 | Yum Jung-ah                      | 염정아            | 1.ª finalista de 1991 | Segunda finalista              |                                                        |
| 1993 | Chang Eun-young                  | 장은영            | 1.ª finalista de 1992 | Top 15                         |                                                        |
| 1994 | Sung Hyun-ah                     | 성현아            | 2.ª finalista de 1994 | Top 15                         | - Miss Fotogénica                                      |
| 1995 | Lee Yoo-ree                      | 이유리            | 1.ª finalista de 1994 | Top 15                         |                                                        |
| 1996 | Kim Jung-hwa                     | 김정화            | 1.ª finalista de 1995 | Top 15                         | - Miss Fotogénica - Premio de Popularidad del Público  |
| 1997 | Kim Ryang-hee                    | 김량희            | 2.ª finalista de 1996 | Top 15                         |                                                        |
| 1998 | Cho Hye-young                    | 조혜영            | 1.ª finalista de 1997 | Top 15                         |                                                        |
| 1999 | Lee Jae-won                      | 이재원            | 2.ª finalista de 1998 | No clasificó                   |                                                        |
| 2000 | Son Tae-young                    | 손태영            | 2.ª finalista de 2000 | Primera finalista              | - Miss Fotogénica                                      |
| 2001 | Baek Myoung-hee                  | 백명희            | 2.ª finalista de 2001 | Top 15                         | - Mejor Traje Nacional                                 |
| 2002 | Gi Yun-ju                        | 기윤주            | 2.ª finalista de 2002 | Top 12                         | - Mejor Traje Nacional                                 |
| 2003 | Shin Ji-Su                       | 신지수            | 1.ª finalista de 2003 | Top 12                         |                                                        |
| 2004 | Kim In-ha                        | 김인하            | 2.ª finalista de 2004 | Top 15                         |                                                        |
| 2005 | Lee Kyoung-eun                   | 이경은            | 1.ª finalista de 2005 | No clasificó                   |                                                        |
| 2006 | Jang Yun-seo                     | 장윤서            | 1.ª finalista de 2006 | Segunda finalista              | - Miss Arouge                                          |
| 2007 | Park Ka-won                      | 박가원            | 1.ª finalista de 2007 | Top 15                         |                                                        |
| 2008 | Kim Min-jeong                    | 김민정            | 1.ª finalista de 2008 | No clasificó                   |                                                        |
| 2009 | Seo Eun-mi                       | 서은미            | 1.ª finalista de 2009 | Primera finalista              | - Miss Fotogénica                                      |
| 2010 | Ko Hyeon-young                   | 고현영            | 2.ª finalista de 2010 | Top 15                         |                                                        |
| 2011 | Kim Hye-sun                      | 김혜선            | 1.ª finalista de 2011 | No clasificó                   |                                                        |
| 2012 | Lee Jeong-bin                    | 이정빈            | 1.ª finalista de 2012 | No clasificó                   |                                                        |
| 2013 | Han Ji-eun                       | 한지은            | 1.ª finalista de 2013 | No clasificó                   |                                                        |
| 2014 | Lee Seo-bin                      | 이서빈            | 1.ª finalista de 2014 | No clasificó                   |                                                        |
| 2015 | Park Ah-reum                     | 박아름            | 2.ª finalista de 2015 | No clasificó                   | - Miss Internacional Asia                              |
| 2016 | Kim Min-jeong                    | 김민정            | 2.ª finalista de 2016 | No clasificó                   |                                                        |
| 2017 | Nam Seung-woo                    | 남승우            | 2.ª finalista de 2017 | No clasificó                   | - Miss Internacional Asia - Premios Panasonic (Top 10) |
| 2018 | Seo Ye-jin                       | 서예진            | 1.ª finalista de 2018 | No clasificó                   |                                                        |
| 2022 | Kim Su-jin                       | 김수진            | 1.ª finalista de 2021 | No clasificó                   |                                                        |
| 2023 | Jung Bo-bin                      | 정보빈            | 2.ª finalista de 2021 | No clasificó                   |                                                        |
| 2024 | Chung Gyu-ri                     | 정규리            | 1.ª finalista de 2023 | Por competir                   | Por competir                                           |

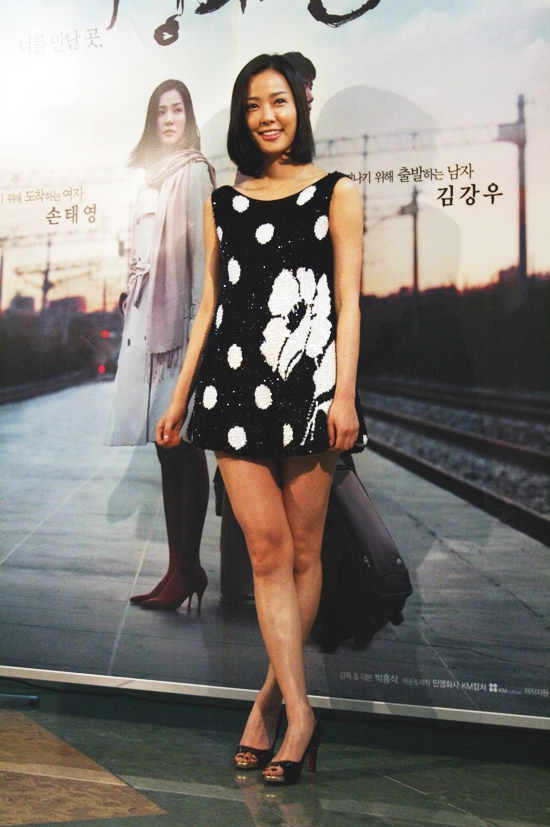
Miss Internacional Corea del Sur 2000, Son Tae-young
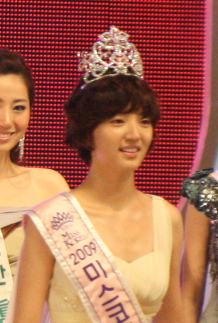
Miss Internacional Corea del Sur 2009, Seo Eun-mi
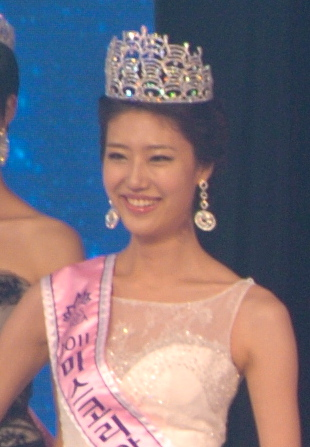
Miss Internacional Corea del Sur 2011 Kim Hye-sun
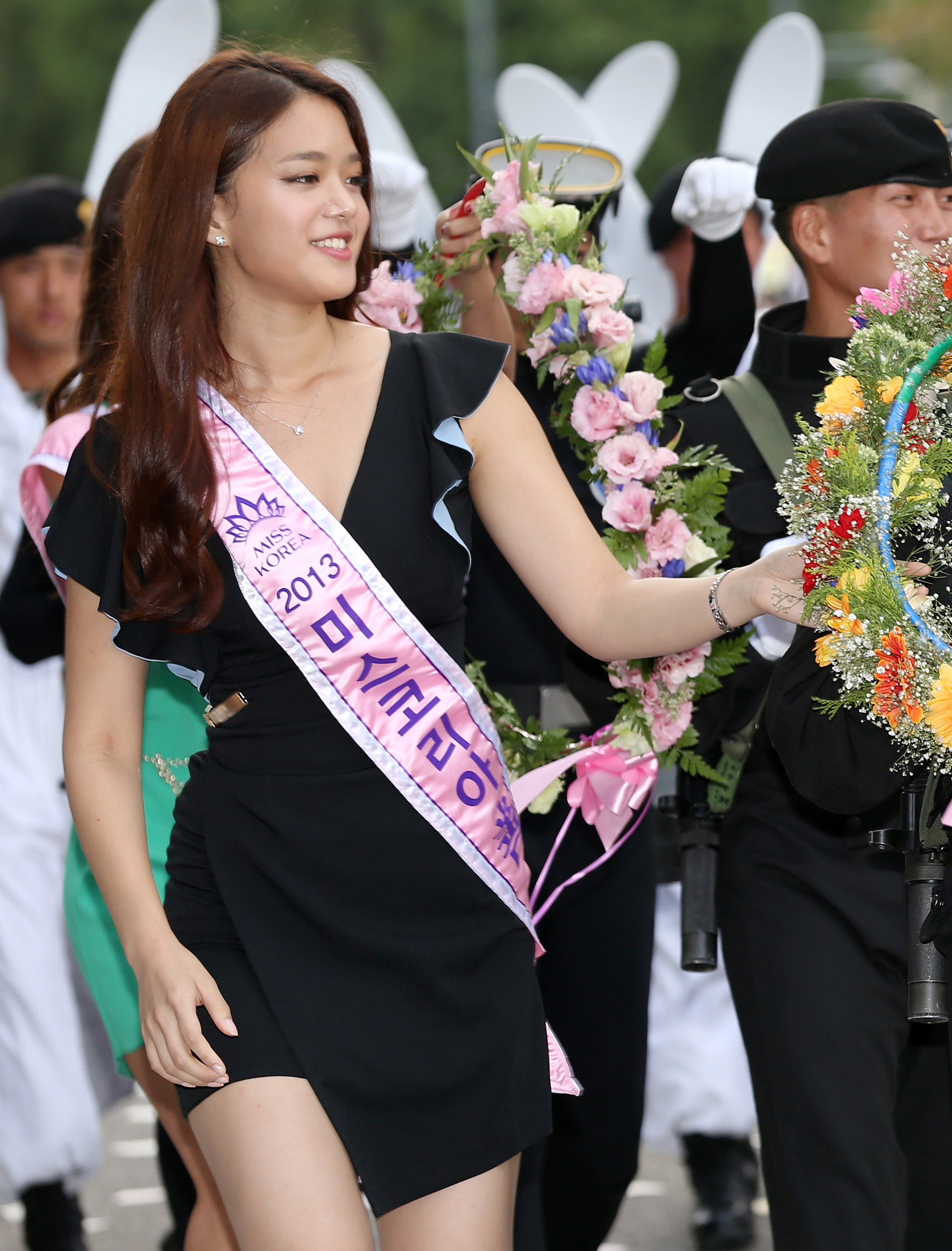
Miss Internacional Corea del Sur 2013, Han Ji-eun
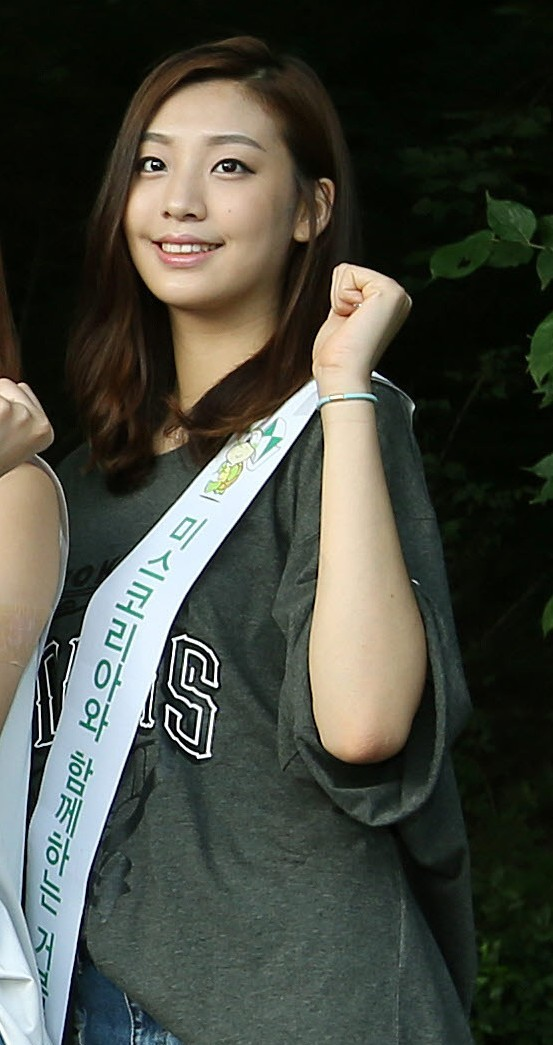
Miss Internacional Corea del Sur 2014, Lee Seo-bin

### Miss Tierra Corea del Sur
: Declarada como ganadora
     : Terminó como finalista
     : Terminó como una de las semifinalistas o cuartofinalistas
     : Terminó como ganadora de premios especiales
| Año  | Miss Tierra Corea del Sur | Nombre en coreano | Título nacional          | Posición en Miss Tierra    | Premios especiales |
| ---- | ------------------------- | ----------------- | ------------------------ | -------------------------- | --- |
| 2002 | Lee Jin-ah                | 이진아            | 3.ª finalista de 2002    | No clasificó               | - Mejor en Traje Nacional - Miss Discovery Spa |
| 2003 | Oh Yoo-mi                 | 오유미            | 2.ª finalista de 2003    | No clasificó               | |
| 2004 | Cho Hye-jin               | 조혜진            | 3.ª finalista de 2004    | No clasificó               | |
| 2005 | Yoo Hye-mi                | 유혜미            | 2.ª finalista de of 2005 | Top 16                     | - Mejor en Traje Nacional - Miss Pond's |
| 2006 | Park Hee-jung             | 박희정            | 2.ª finalista de of 2006 | No clasificó               | |
| 2007 | Yoo Ji-eun                | 유지은            | 2.ª finalista de 2007    | No clasificó               | - Miss Fontana - Miss Charm |
| 2008 | Seo Seol-hee              | 서설희            | 2.ª finalista de 2008    | Top 16                     | - Miss Pasigandahan |
| 2009 | Park Ye-ju                | 박예주            | 2.ª finalista de 2009    | Top 16                     | - Miss Eagle Express - Miss Asei |
| 2010 | Lee Gui-joo               | 이귀주            | 2.ª finalista de 2010    | No clasificó               | - Miss Aodai (Top 5) |
| 2011 | Kim E-seul                | 김이슬            | 1.ª finalista de 2011    | No clasificó               | - Miss Fashion |
| 2012 | Kim Sa-ra                 | 김사라            | 1.ª finalista de 2012    | Top 16                     | - Traje de Baño (Grupo 2) - Desafío TRESemmé Hair - Miss Amistad (Grupo 2)                                                                                              |
| 2013 | Choi Song-yi              | 최송이            | 2.ª finalista de 2013    | Miss Fuego (3.ª finalista) | - Desafío I Love My Planet Schools |
| 2014 | Shin Su-min               | 신수민            | 1.ª finalista de 2014    | Top 16                     | |
| 2015 | Han Ho-jeong              | 한호정            | 2.ª finalista de 2015    | No clasificó               | - Traje Nacional (Asia y Oceanía) |
| 2016 | Lee Chae-yeung            | 이채영            | 2.ª finalista de 2016    | Top 16                     | - Miss Tierra Hannah (Top 10) |
| 2017 | Lee Hannah                | 이한나            | 1.ª finalista de 2017    | No clasificó               | - Miss Amistad (Grupo 1) |
| 2018 | Song Su-hyun              | 송수현            | 1.ª finalista de 2018    | No clasificó               | |
| 2019 | Woo Hee-jun               | 우희준            | 1.ª finalista de 2019    | No clasificó               | - Miss Jolly Waves (Fuego) - Talento (Fuego) |
| 2022 | Mina Sue Choi             | 최미나수          | 1.ª finalista de 2021    | Miss Tierra 2022           | - Competencia en Traje de Baño (Asia y Oceanía) - Ropa de Playa (Aire) - Mejor en Trajes de Noche (Aire) - Mejor en Ropa de Resort (Aire) - Miss Mexico Pampanga (Aire) |
| 2023 | Jang Da-yeon              | 장다연            | 2.ª finalista de 2023    | No clasificó               | - Mejor Traje de Noche (Top 5) |
| 2024 | Ryu Seo-bin               | 류서빈            | 1.ª finalista de 2020    | Por competir               | Por competir |

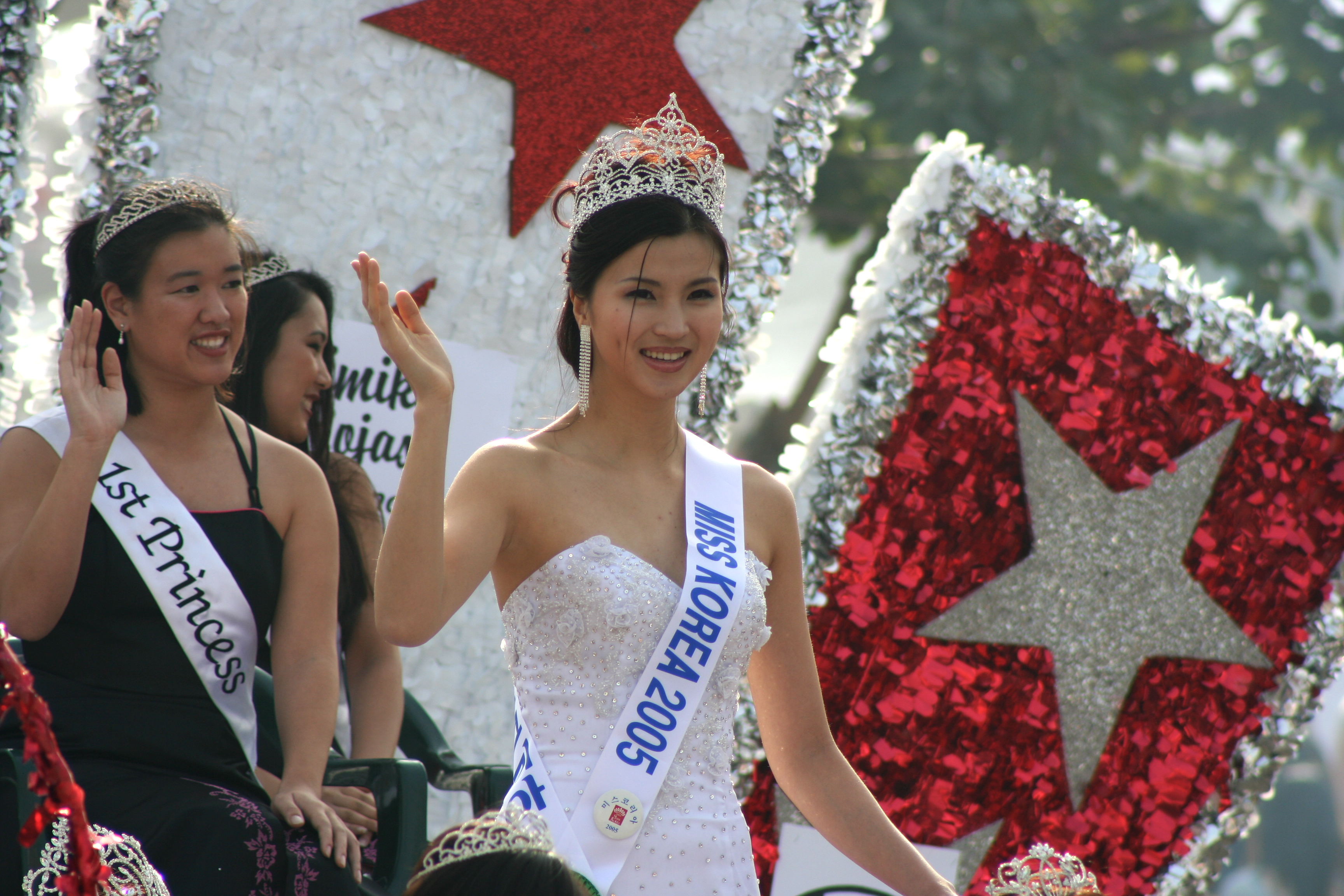
Miss Tierra Corea del Sur 2005, Yoo Hye-mi
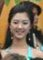
Miss Tierra Corea del Sur, Seo Seol-hee, durante el concurso de Miss Tierra 2008
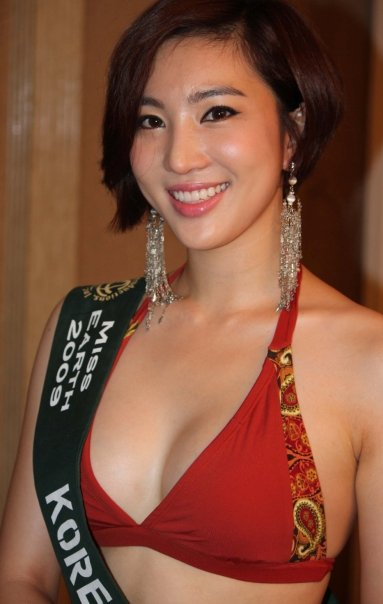
Miss Tierra Corea del Sur 2009, Park Ye-ju, durante la presentación de prensa en el concurso de Miss Tierra 2009
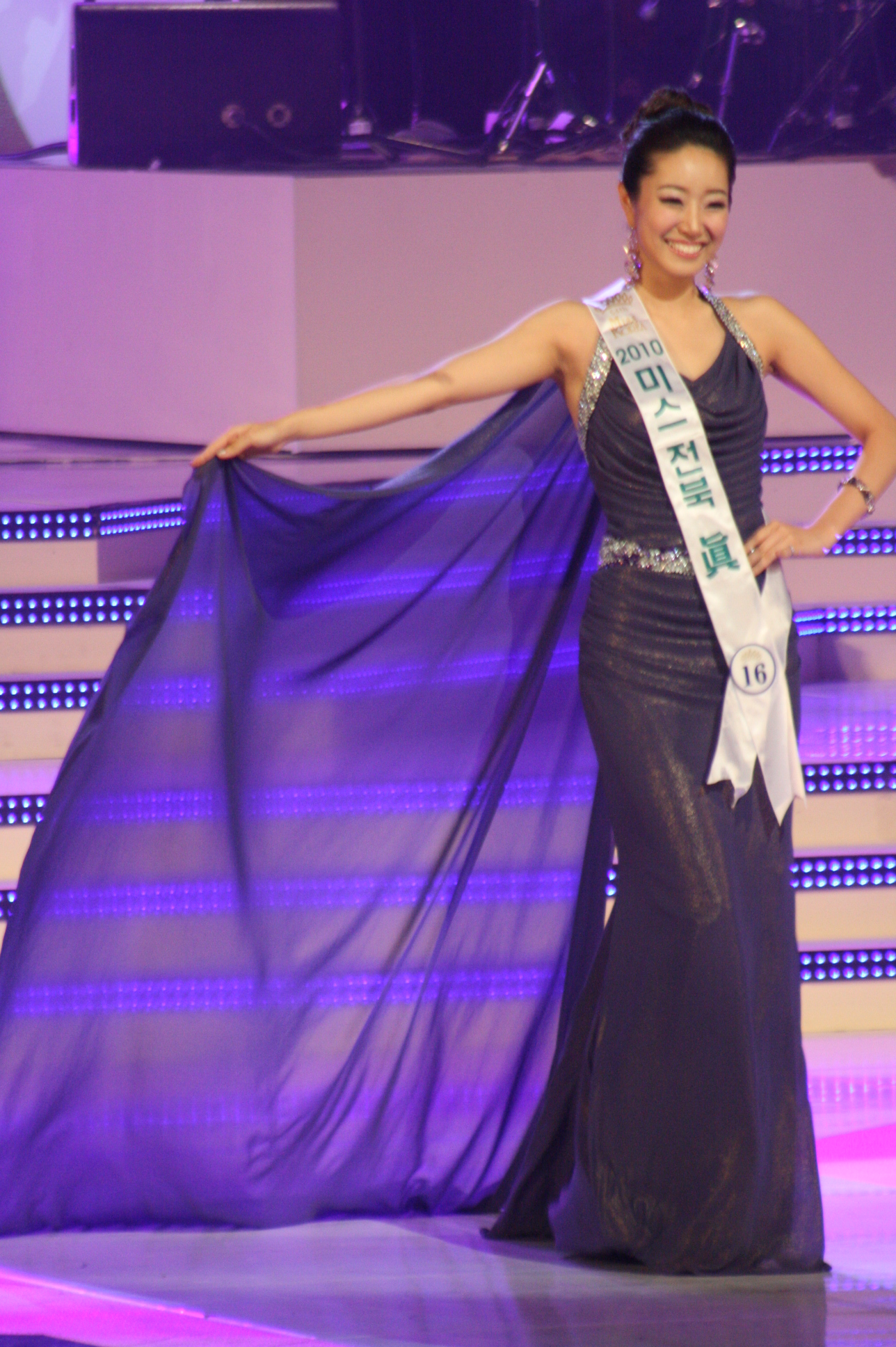
Miss Tierra Corea del Sur 2010, Lee Gui-joo
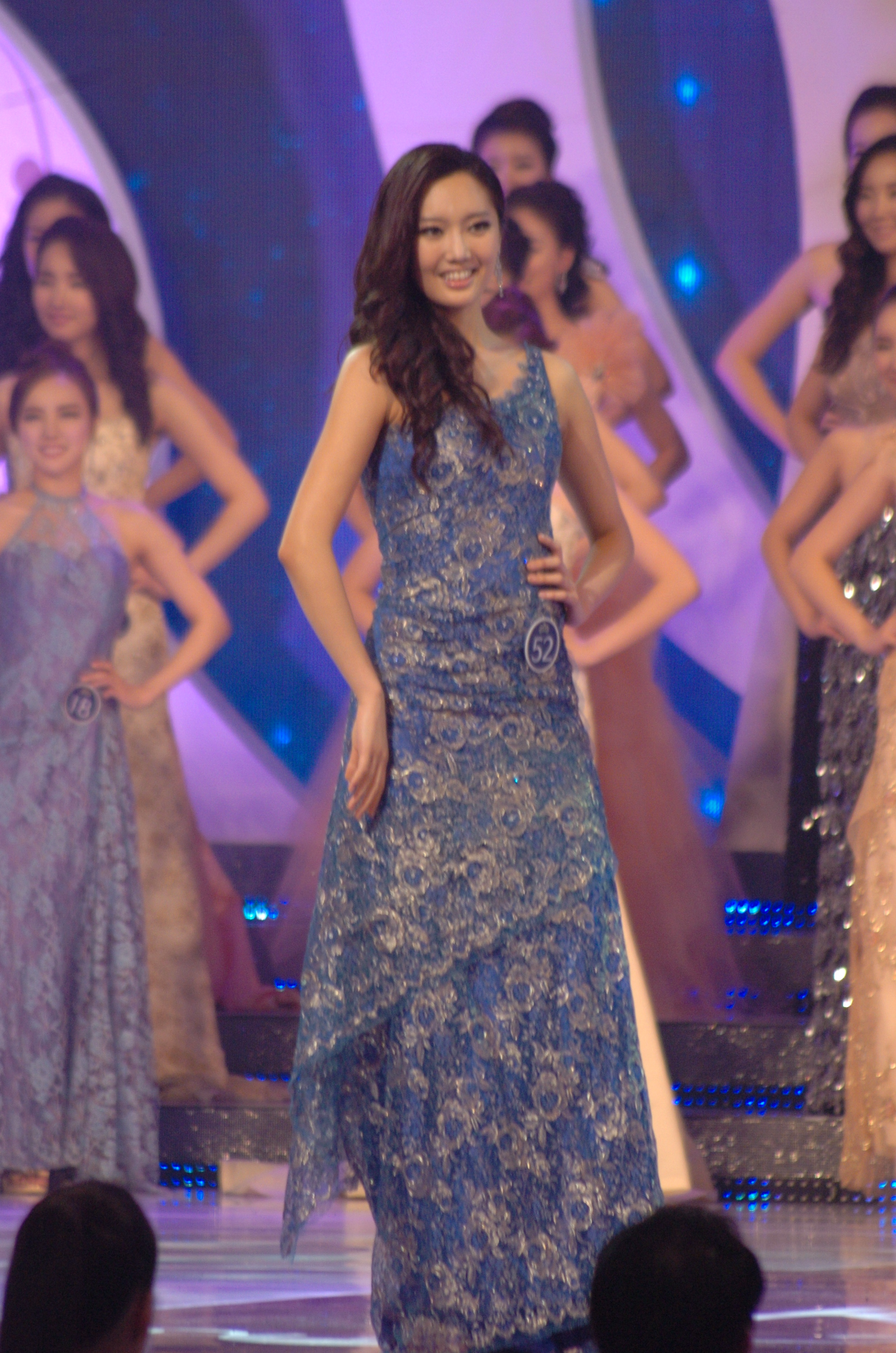
Miss Tierra Corea del Sur 2012, Kim Sa-ra
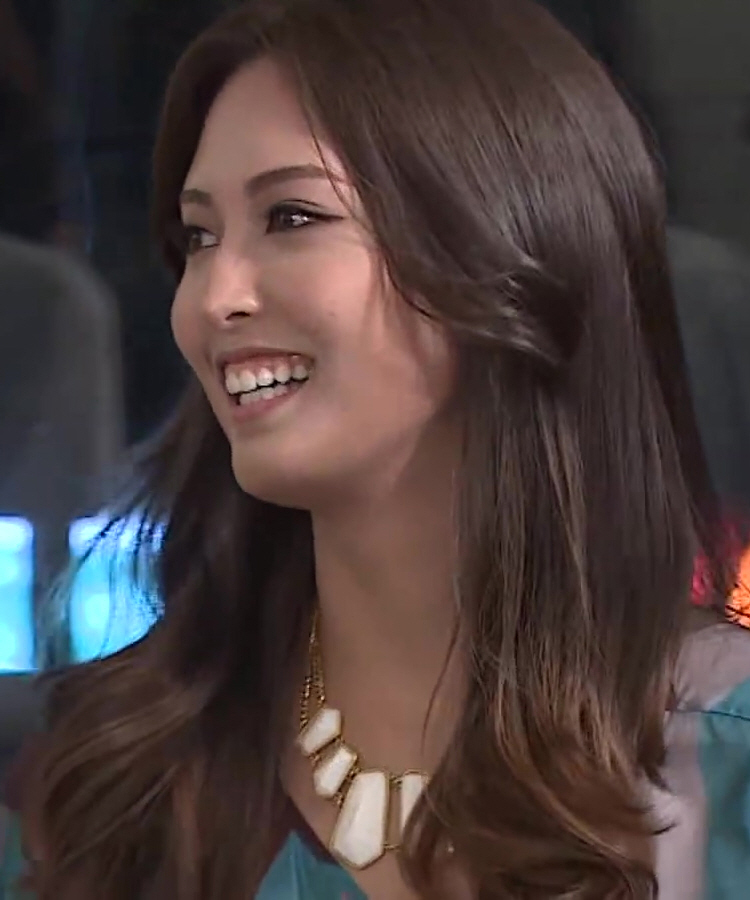
Miss Tierra Corea del Sur 2013, Choi Song-yi
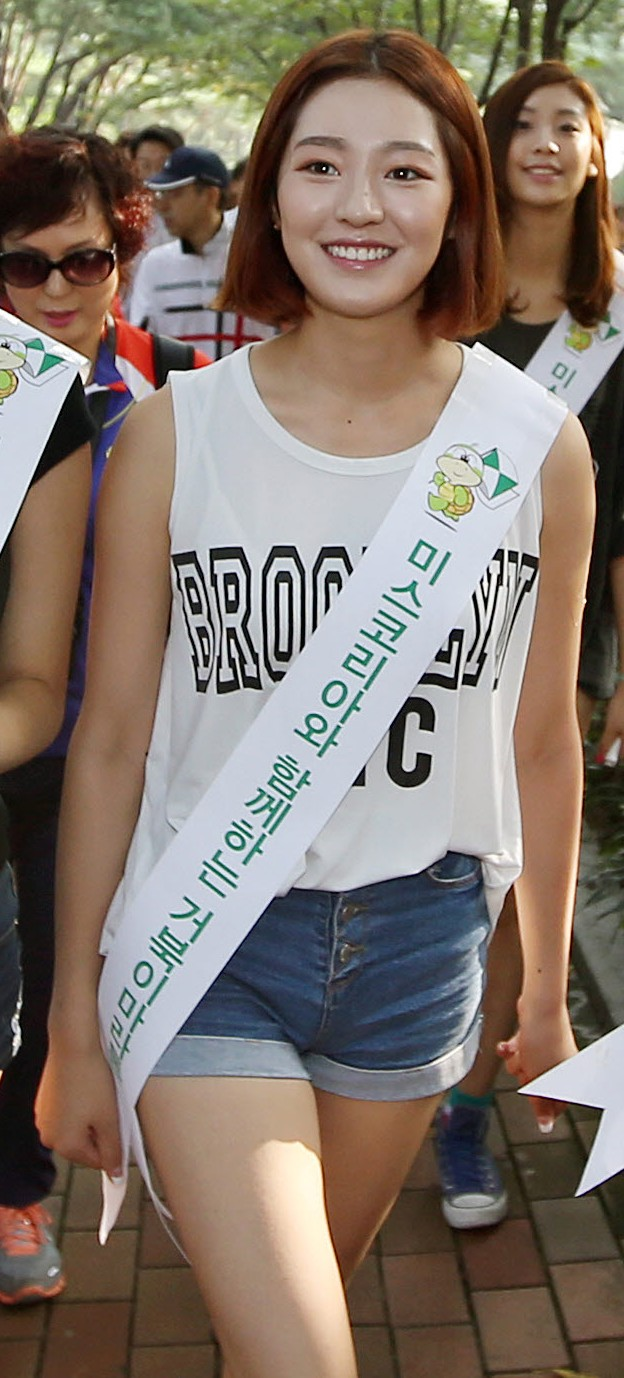
Miss Tierra Corea del Sur 2014, Shin Su-min
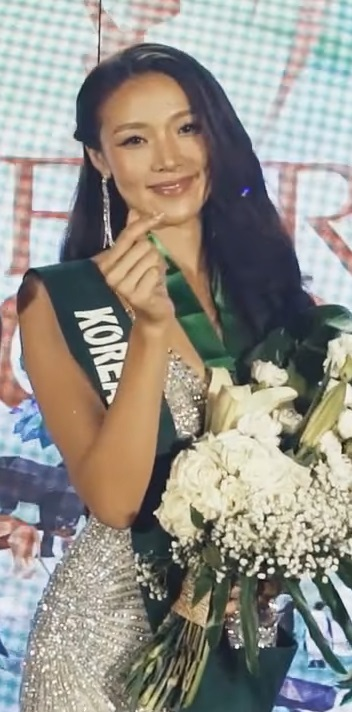
Miss Tierra Corea del Sur 2022, Mina Sue Choi, cuando obtuvo la medalla de oro en la competencia preliminar de trajes de noche en el concurso Miss Tierra 2022

### Miss Universo Corea del Sur (1954-2015)
: Declarada como ganadora
     : Terminó como finalista
     : Terminó como una de las semifinalistas o cuartofinalistas
     : Terminó como ganadora de premios especiales
Corea del Sur debutó en Miss Universo en 1954, tres años antes de la creación de Miss Corea. Desde 2016, el concurso Miss Queen Korea selecciona a las representantes del país para Miss Universo.
| Año  | Provincia | Miss Corea       | Nombre en coreano | Título nacional                 | Posición en Miss Universo | Premios especiales                     | Notas |
| ---- | --------- | ---------------- | ----------------- | ------------------------------- | ------------------------- | -------------------------------------- | ----- |
| 2015 | Seúl      | Kim Seo-yeon     | 김서연            | Miss Corea 2014                 | No clasificó              |                                        |       |
| 2014 | Daegu     | Yoo Ye-bin       | 유예빈            | Miss Corea 2013                 | No clasificó              |                                        |       |
| 2013 | Seúl      | Kim Yu-mi        | 김유미            | Miss Corea 2012                 | No clasificó              |                                        |       |
| 2012 | Seúl      | Lee Sung-hye     | 이성혜            | Miss Corea 2011                 | No clasificó              |                                        |       |
| 2011 | Seúl      | Chong So-ra      | 정소라            | Miss Corea 2010                 | No clasificó              |                                        |       |
| 2010 | Seúl      | Kim Joo-ri       | 김주리            | Miss Corea 2009                 | No clasificó              |                                        |       |
| 2009 | Seúl      | Na Ry            | 나리              | Miss Corea 2008                 | No clasificó              |                                        |       |
| 2008 | Seúl      | Lee Ji-sun       | 이지선            | Miss Corea 2007                 | No clasificó              |                                        |       |
| 2007 | Seúl      | Lee Ha-nee       | 이하늬            | Miss Corea 2006                 | Tercera finalista         |                                        |       |
| 2006 | Seúl      | Kim Joo-hee      | 김주희            | Miss Corea 2005                 | No clasificó              | - Mejor Traje Nacional (Top 20)        |       |
| 2005 | Seúl      | Kim So-young     | 김소영            | Miss Corea 2004                 | No clasificó              |                                        |       |
| 2004 | Seúl      | Choi Yun-young   | 최윤영            | Miss Corea 2003                 | No clasificó              |                                        |       |
| 2003 | Seúl      | Keum Na-na       | 금나나            | Miss Corea 2002                 | No clasificó              |                                        |       |
| 2002 | Seúl      | Kim Min-kyoung   | 김민경            | Miss Corea 2001                 | No clasificó              |                                        |       |
| 2001 | Seúl      | Kim Sa-rang      | 김사랑            | Miss Corea 2000                 | No clasificó              | - Mejor Traje Nacional                 |       |
| 2000 | Seúl      | Kim Yeon-ju      | 김연주            | Miss Corea 1999                 | No clasificó              |                                        |       |
| 1999 | Seúl      | Choi Ji-hyun     | 최지현            | Miss Corea 1998                 | No clasificó              |                                        |       |
| 1998 | Seúl      | Kim Ji-yeon      | 김지연            | Miss Corea 1997                 | No clasificó              |                                        |       |
| 1997 | Seúl      | Lee Eun-hee      | 이은희            | Miss Corea 1996                 | No clasificó              |                                        |       |
| 1996 | Seúl      | Kim Yun-jung     | 김윤정            | Miss Corea 1995                 | No clasificó              |                                        |       |
| 1995 | Seúl      | Han Sung-ju      | 한성주            | Miss Corea 1994                 | No clasificó              |                                        |       |
| 1994 | Seúl      | Goong Sun-young  | 궁선영            | Miss Corea 1993                 | No clasificó              |                                        |       |
| 1993 | Seúl      | Yoo Ha-young     | 유하영            | Miss Corea 1992                 | No clasificó              |                                        |       |
| 1992 | Seúl      | Lee Young-hyun   | 이영현            | Miss Corea 1991                 | No clasificó              |                                        |       |
| 1991 | Seúl      | Seo Jung-min     | 서정민            | Miss Corea 1990                 | No clasificó              |                                        |       |
| 1990 | Seúl      | Oh Hyun-kyung    | 오현경            | Miss Corea 1989                 | No clasificó              |                                        |       |
| 1989 | Seúl      | Kim Sung-ryung   | 김성령            | Miss Corea 1988                 | No clasificó              |                                        |       |
| 1988 | Seúl      | Jang Yoon-jeong  | 장윤정            | Miss Corea 1987                 | Primera finalista         |                                        |       |
| 1987 | Seúl      | Kim Ji-eun       | 김지은            | Miss Corea 1986                 | No clasificó              |                                        |       |
| 1986 | Seúl      | Bae Young-ran    | 배영란            | Miss Corea 1985                 | No clasificó              |                                        |       |
| 1985 | Seúl      | Choi Young-ok    | 최영옥            | Miss Corea 1984                 | No clasificó              |                                        |       |
| 1984 | Seúl      | Lim Mi-sook      | 임미숙            | Miss Corea 1983                 | No clasificó              |                                        |       |
| 1983 | Seúl      | Kim Jong-jung    | 김종중            | Miss Corea 1983 (3.ª finalista) | No clasificó              | - Mejor Traje Nacional                 |       |
| 1982 | Seúl      | Park Sun-hee     | 박선희            | Miss Corea 1982                 | No clasificó              |                                        |       |
| 1981 | Seúl      | Lee Eun-jung     | 이은정            | Miss Corea 1981                 | No clasificó              | - Mejor Traje Nacional (2.ª finalista) |       |
| 1980 | Seúl      | Kim Eun-jung     | 김은정            | Miss Corea 1980                 | Top 12                    |                                        |       |
| 1979 | Seúl      | Seo Jae-hwa      | 서재화            | Miss Corea 1979                 | No clasificó              |                                        |       |
| 1978 | Seúl      | Son Jung-eun     | 손정은            | Miss Corea 1978                 | No clasificó              | - Mejor Traje Nacional (1.ª finalista) |       |
| 1977 | Seúl      | Kim Sung-hee     | 김성희            | Miss Corea 1977                 | No clasificó              | - Mejor Traje Nacional                 |       |
| 1976 | Seúl      | Chung Kwang-hyun | 정광현            | Miss Corea 1976 (1.ª finalista) | No clasificó              |                                        |       |
| 1975 | Seúl      | Seo Ji-hye       | 서지혜            | Miss Corea 1975                 | No clasificó              |                                        |       |
| 1974 | Seúl      | Kim Eun-jung     | 김은정            | Miss Corea 1974                 | No clasificó              | - Mejor Traje Nacional                 |       |
| 1973 | Seúl      | Kim Young-ju     | 김영주            | Miss Corea 1973                 | No clasificó              |                                        |       |
| 1972 | Seúl      | Park Yeon-joo    | 박연주            | Miss Corea 1972                 | No clasificó              |                                        |       |
| 1971 | Seúl      | Noh Mi-ae        | 노미애            | Miss Corea 1971                 | No clasificó              |                                        |       |
| 1970 | Seúl      | Yoo Young-ae     | 유영애            | Miss Corea 1970                 | No clasificó              |                                        |       |
| 1969 | Seúl      | Lim Hyun-jung    | 임현정            | Miss Corea 1969                 | No clasificó              |                                        |       |
| 1968 | Seúl      | Kim Yoon-jung    | 김윤정            | Miss Corea 1968                 | No clasificó              |                                        |       |
| 1967 | Seúl      | Hong Joung-ae    | 홍정애            | Miss Corea 1967                 | No clasificó              |                                        |       |
| 1966 | Seúl      | Yoon Gui-hyun    | 윤귀현            | Miss Corea 1966                 | No clasificó              |                                        |       |
| 1965 | Seúl      | Kim Eun-ji       | 김은지            | Miss Corea 1965                 | No clasificó              |                                        |       |
| 1964 | Seúl      | Shin Jung-hyun   | 신정현            | Miss Corea 1964                 | No clasificó              |                                        |       |
| 1963 | Seúl      | Kim Myoung-ja    | 김명자            | Miss Corea 1963                 | Cuarta finalista          |                                        |       |
| 1962 | Seúl      | Seo Bum-ju       | 서범주            | Miss Corea 1962                 | Top 15                    |                                        |       |
| 1961 | Seúl      | Seo Yang-hee     | 서양희            | Miss Corea 1961                 | Top 15                    |                                        |       |
| 1960 | Seúl      | Son Mi-hee-ja    | 손미희자          | Miss Corea 1960                 | Top 15                    |                                        |       |
| 1959 | Seúl      | Oh Hyun-ju       | 오현주            | Miss Corea 1959                 | Top 15                    | - Chica Más Popular                    |       |
| 1958 | Seúl      | Oh Geum-sun      | 오금선            | Miss Corea 1958                 | No clasificó              |                                        |       |
| 1957 | Seúl      | Park Hyun-ok     | 박현옥            | Miss Corea 1957                 | No clasificó              |                                        |       |
| 1955 | Seúl      | Kim Mee-jong     | 김미종            | Miss Corea 1955                 | No clasificó              |                                        |       |
| 1954 | Seúl      | Kye Sun-hee      | 계선희            | Miss Corea 1954                 | No clasificó              |                                        |       |

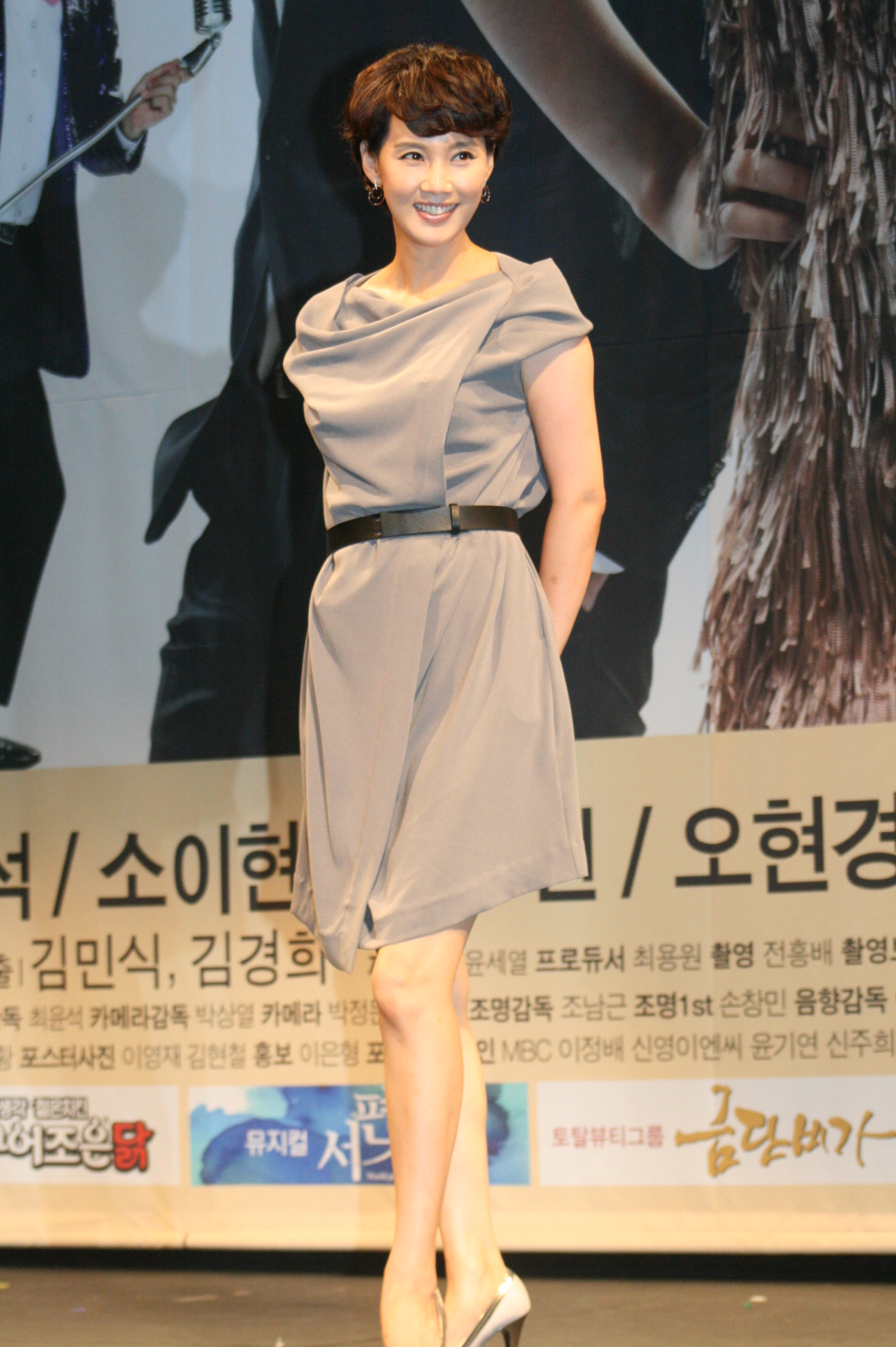
Miss Universo Corea del Sur 1990, Oh Hyun-kyung
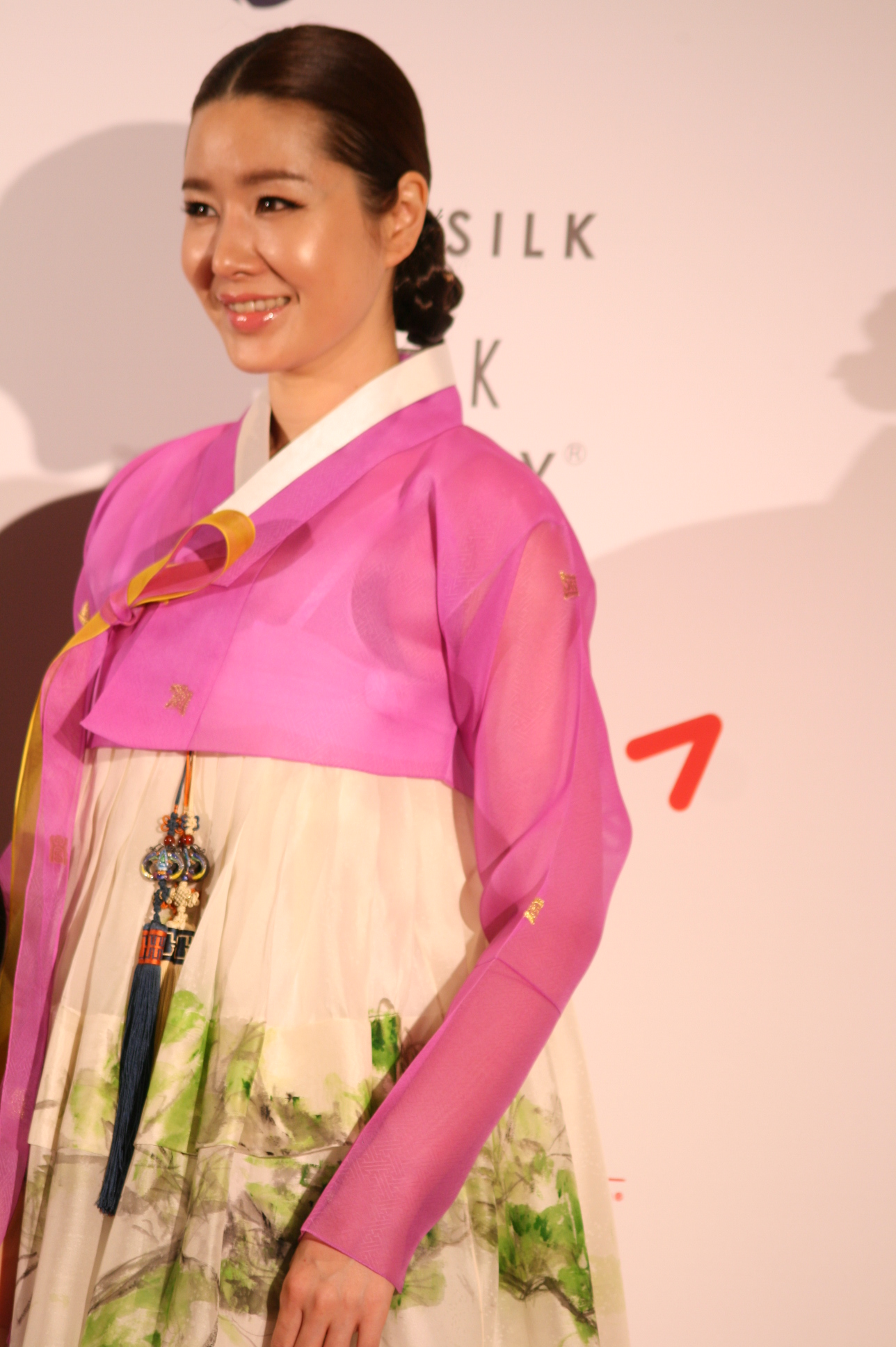
Miss Universo Corea del Sur 1998, Kim Ji-yeon
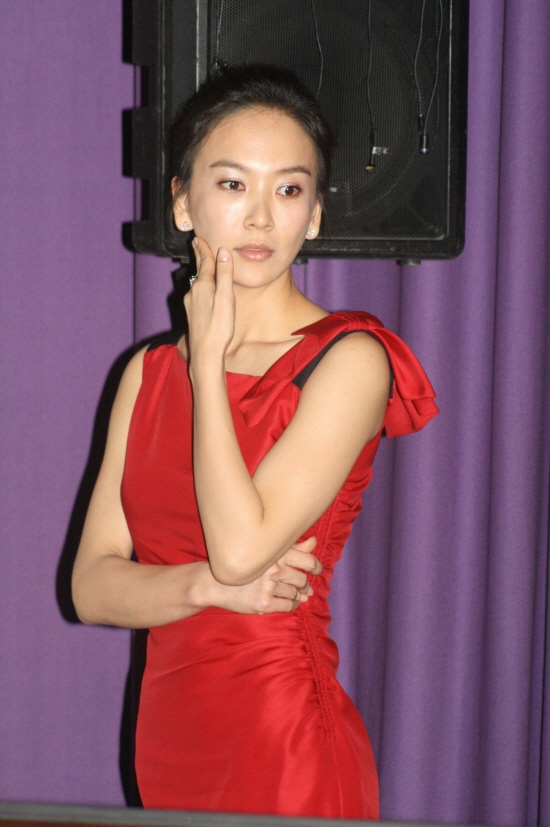
Miss Universo Corea del Sur 1999, Choi Ji-hyun
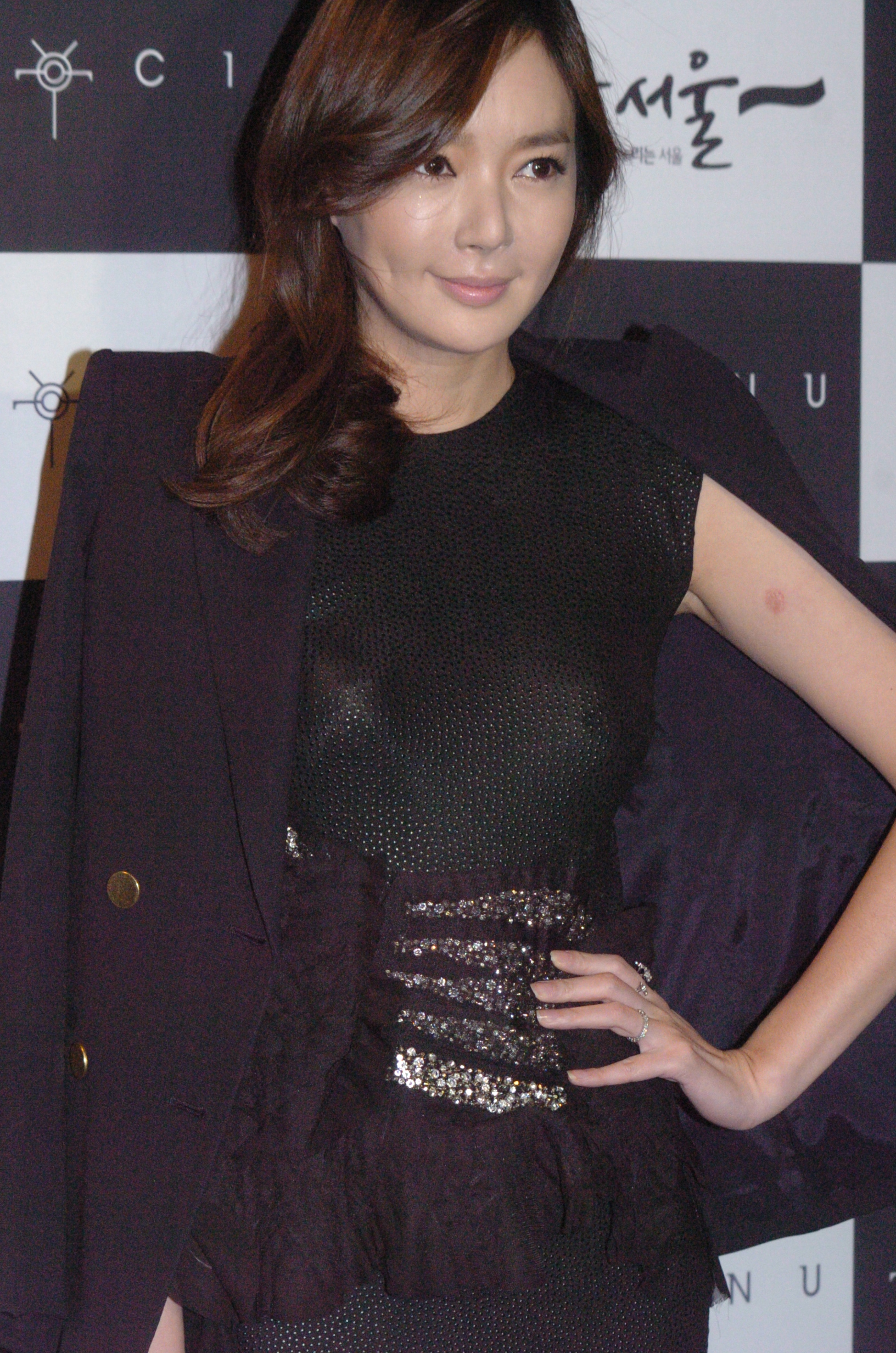
Miss Universo Corea del Sur 2000, Kim Yeon-joo
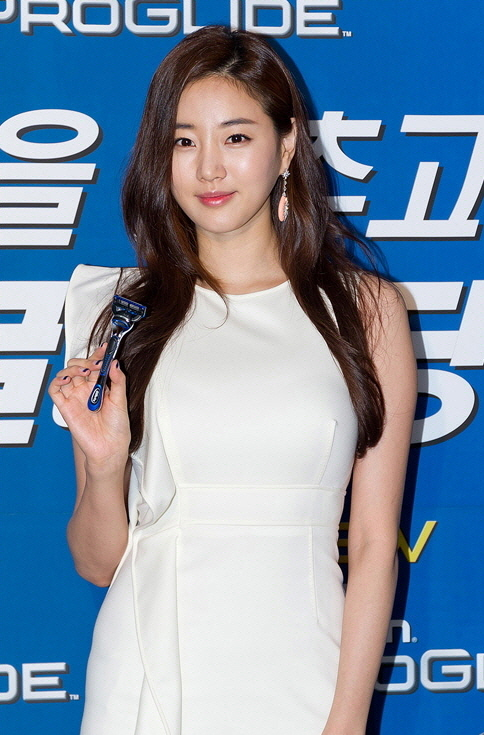
Miss Universo Corea del Sur 2001, Kim Sa-rang
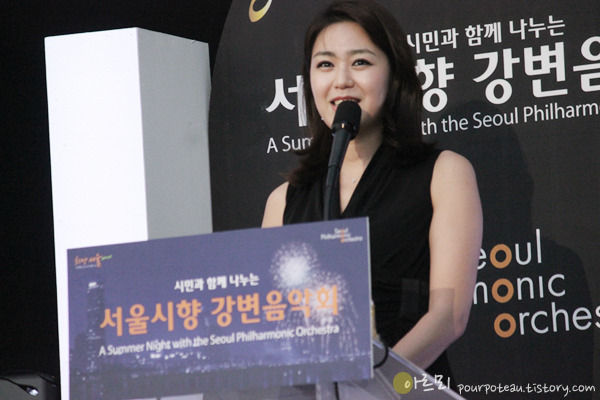
Miss Universo Corea del Sur 2006, Kim Joo-hee
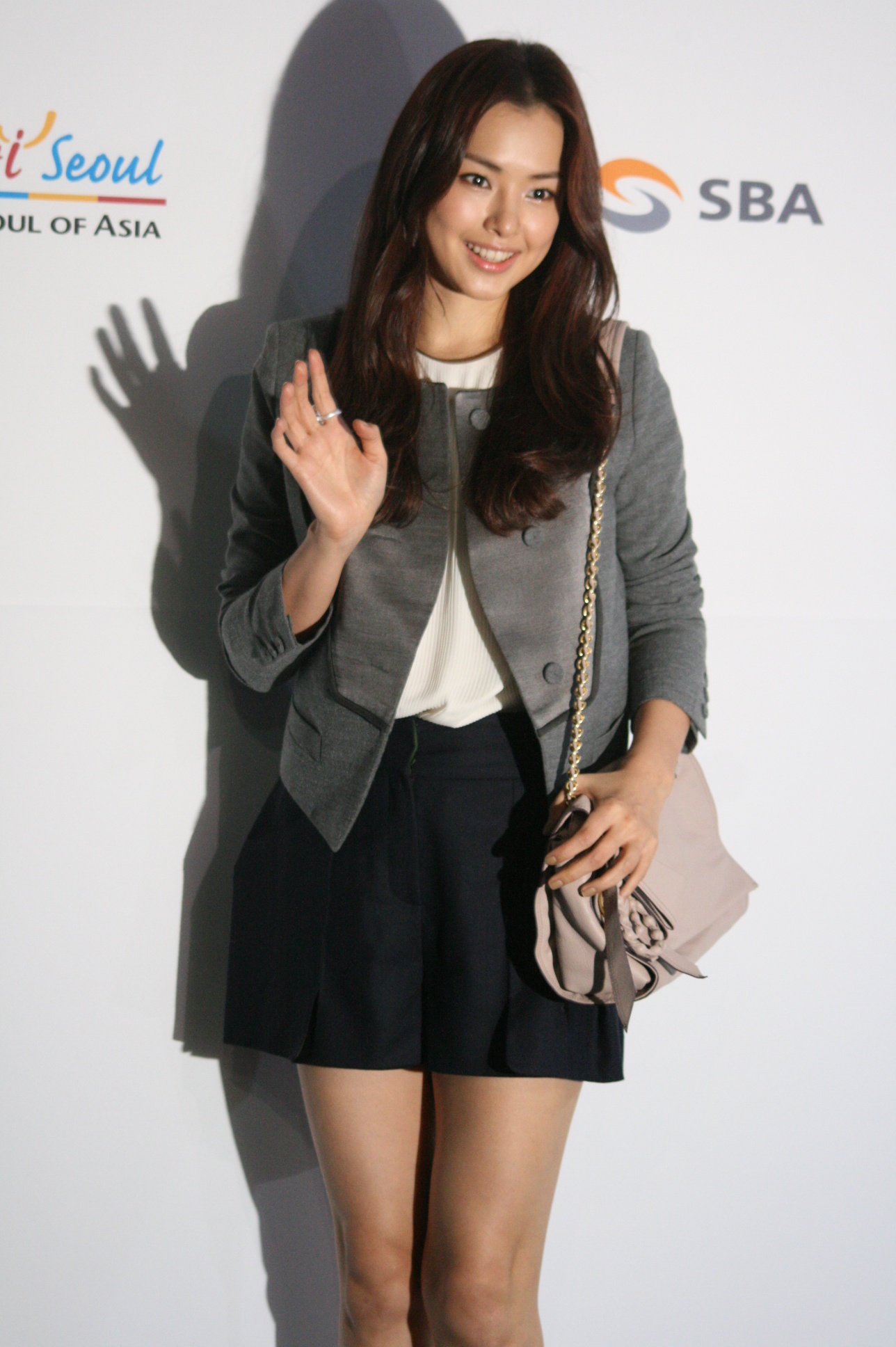
Miss Universo Corea del Sur 2007, Lee Ha-nui
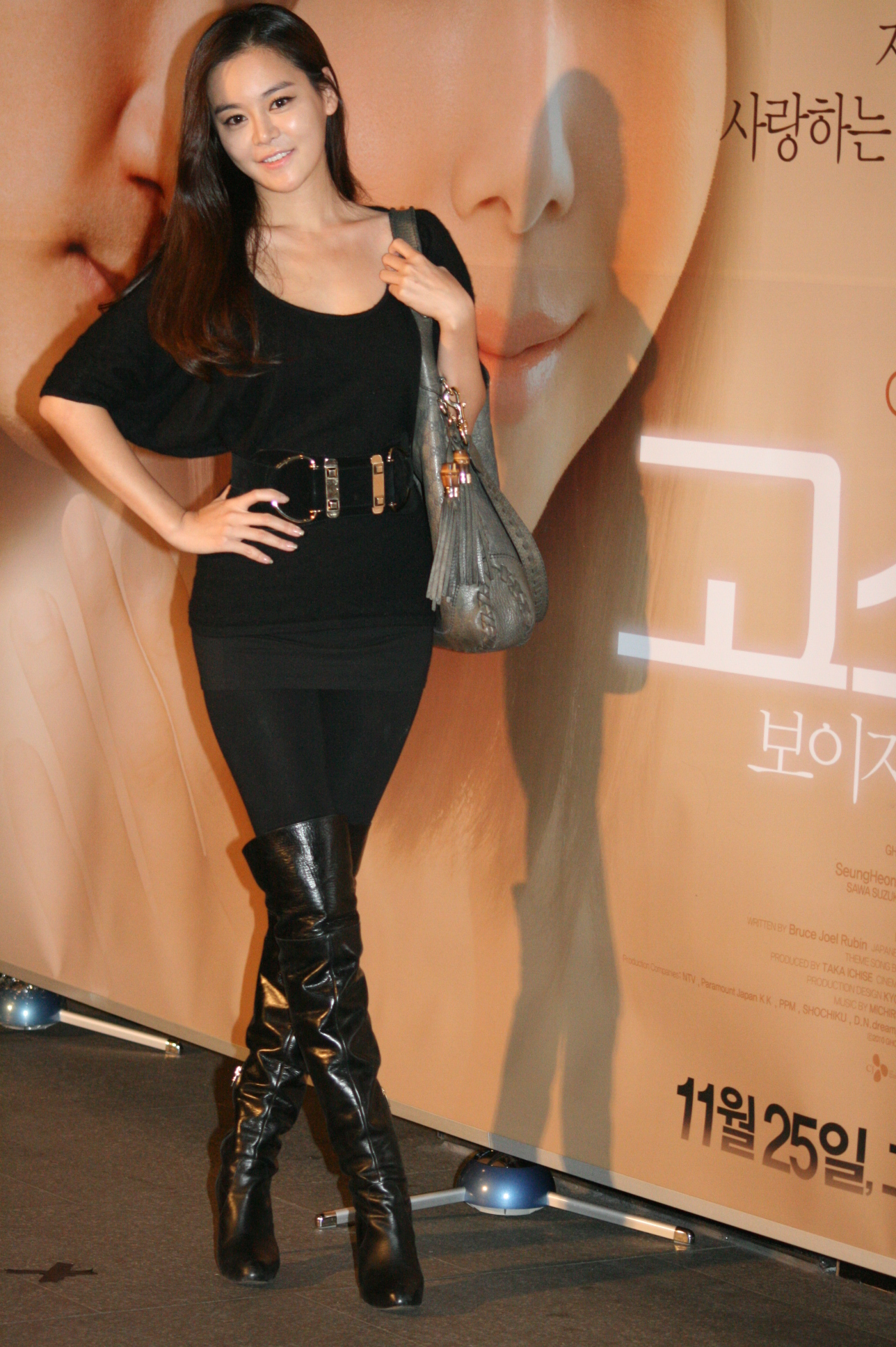
Miss Universo Corea del Sur 2008, Lee Ji-sun
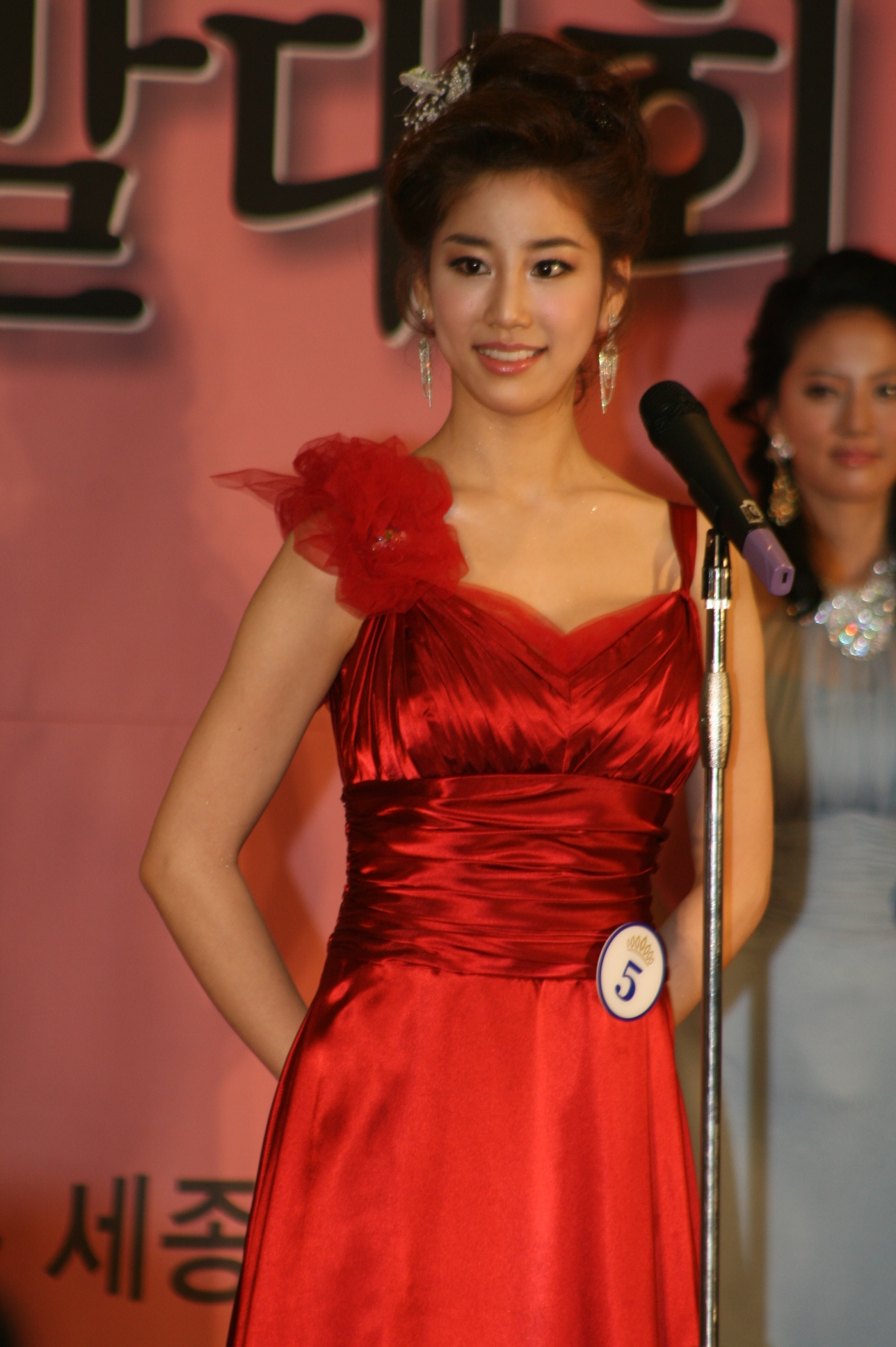
Miss Universo Corea del Sur 2010, Kim Joo-ri
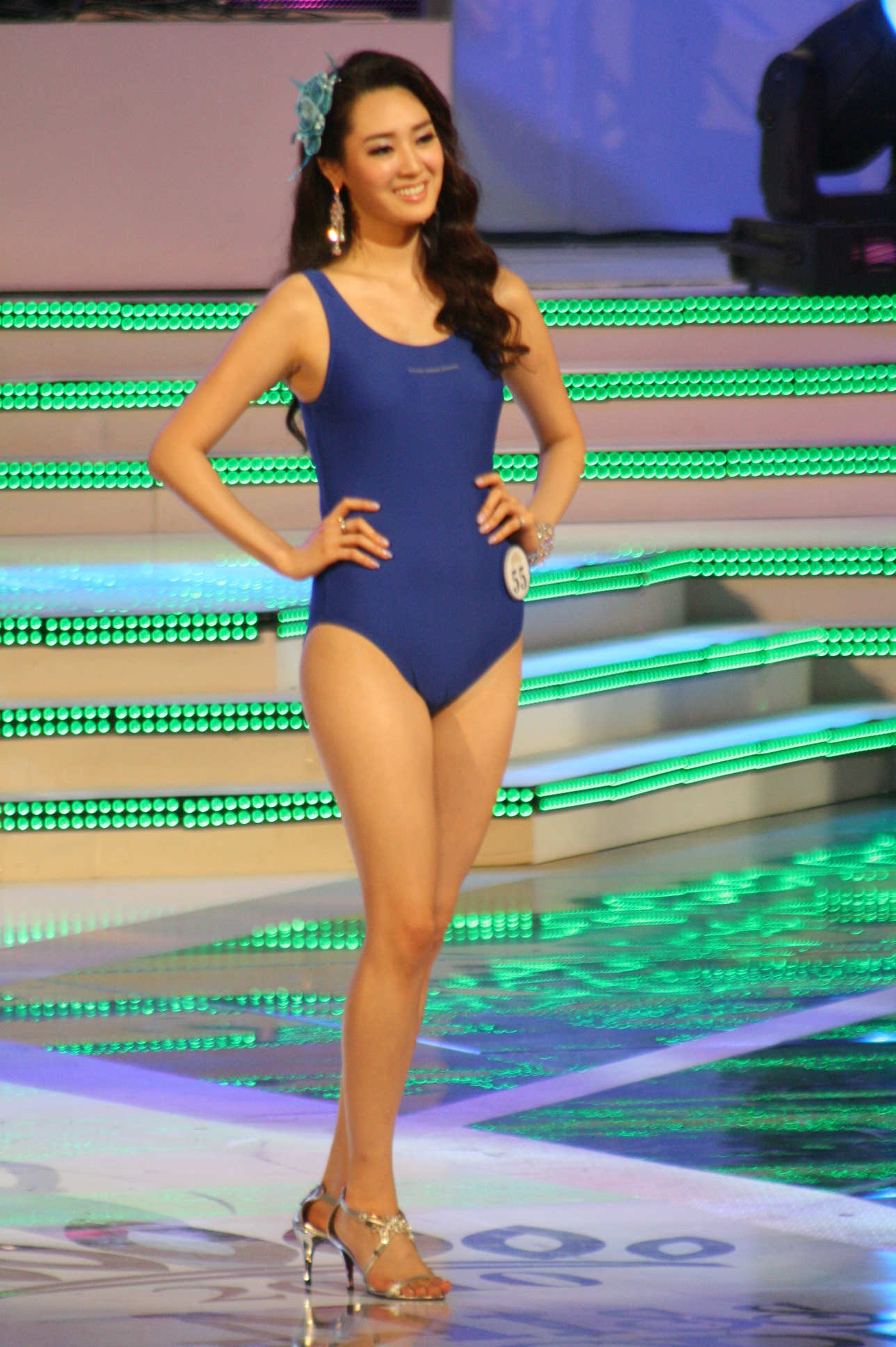
Miss Universo Corea del Sur 2011, Chong So-ra
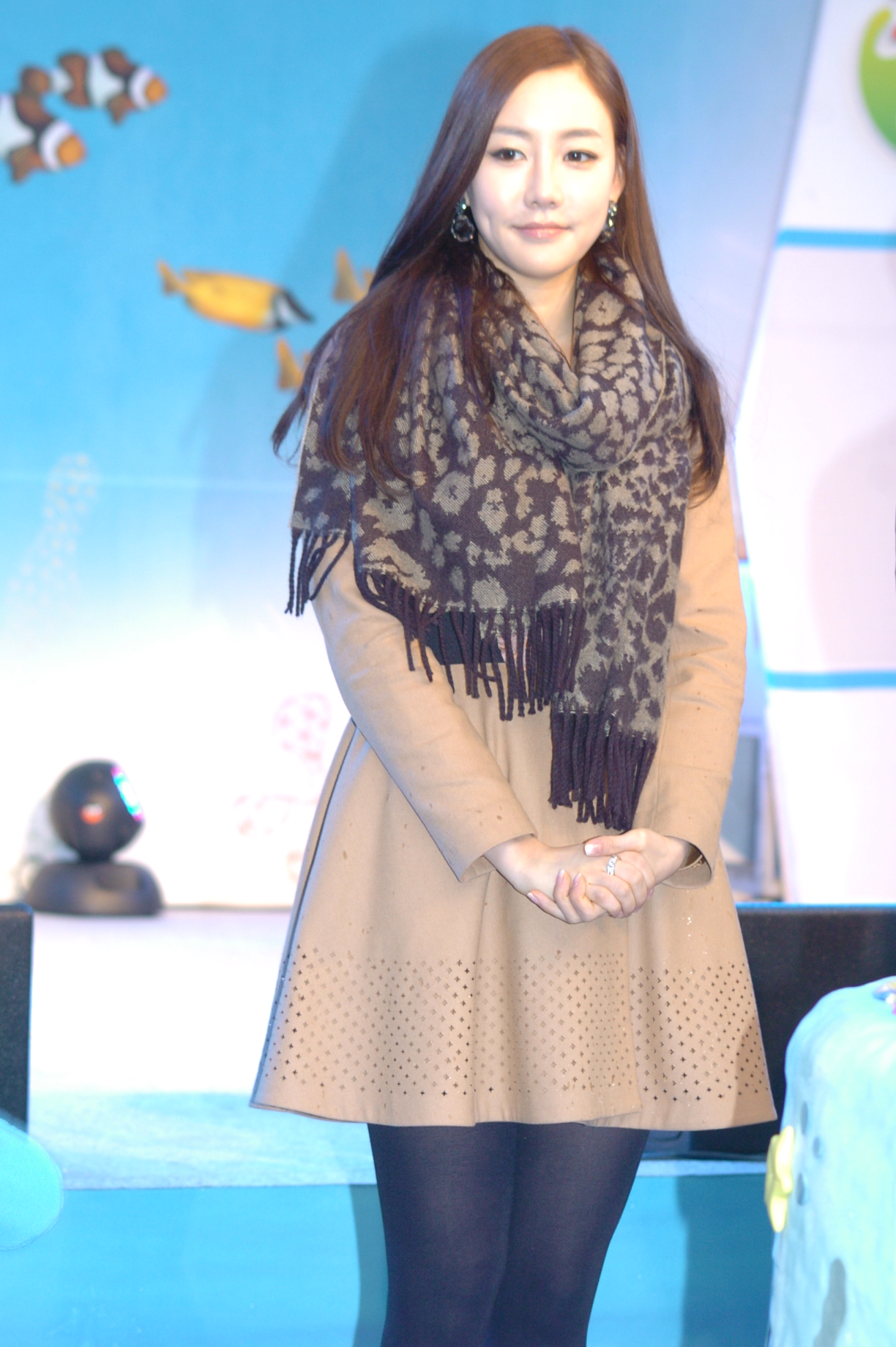
Miss Universo Corea del Sur 2012, Lee Sung-hye
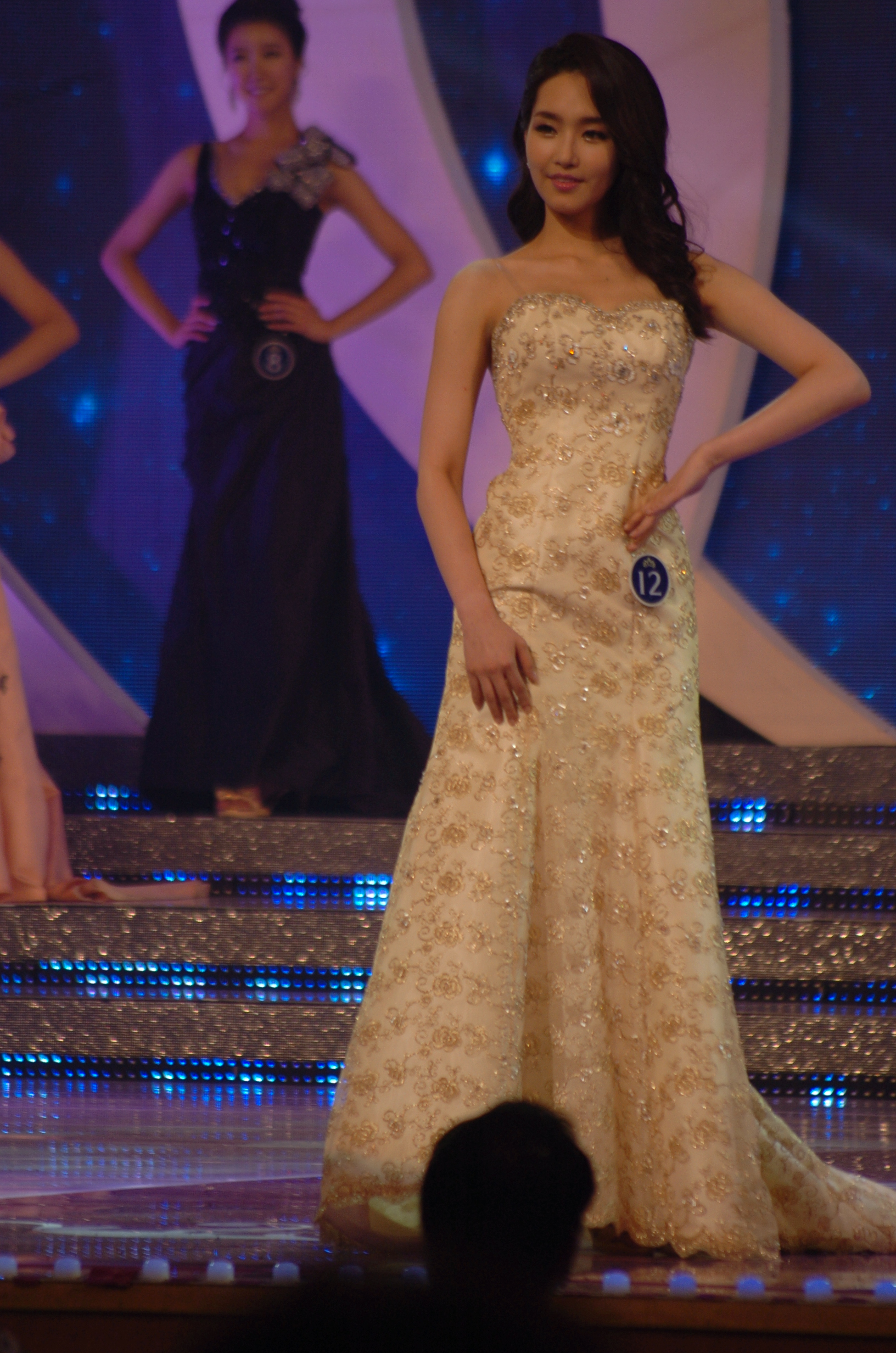
Miss Universo Corea del Sur 2013, Kim Yu-mi
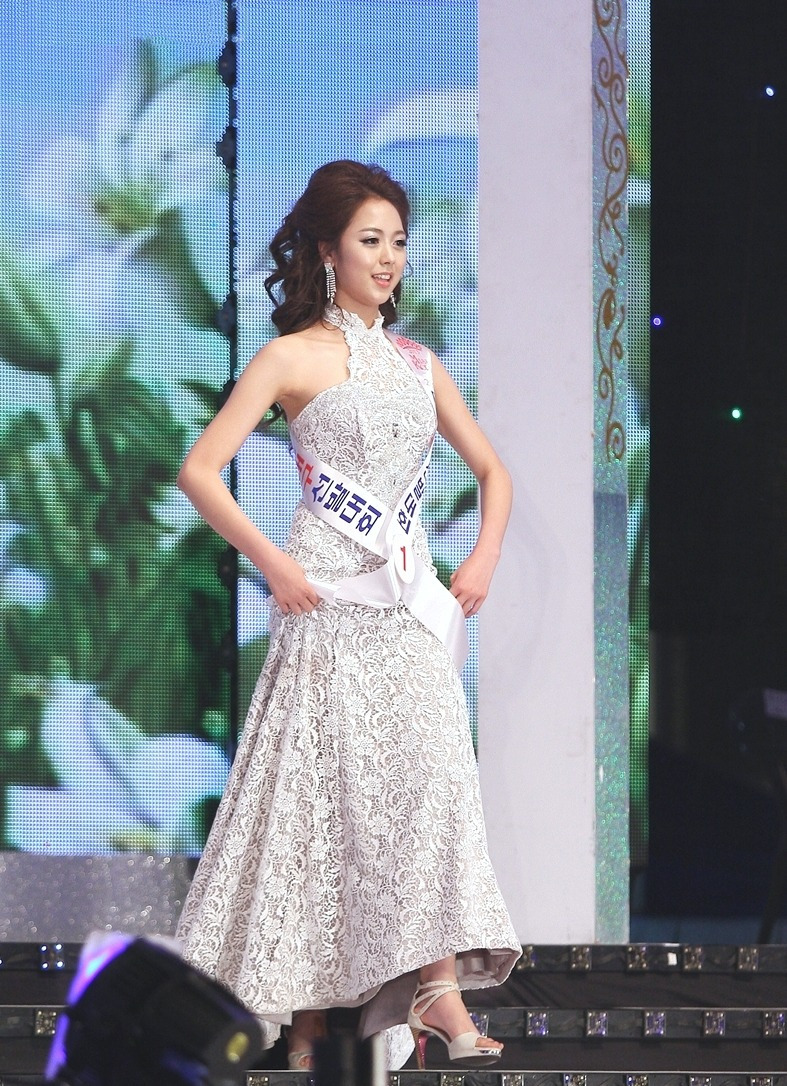
Miss Universo Corea del Sur 2014, Yoo Ye-bin
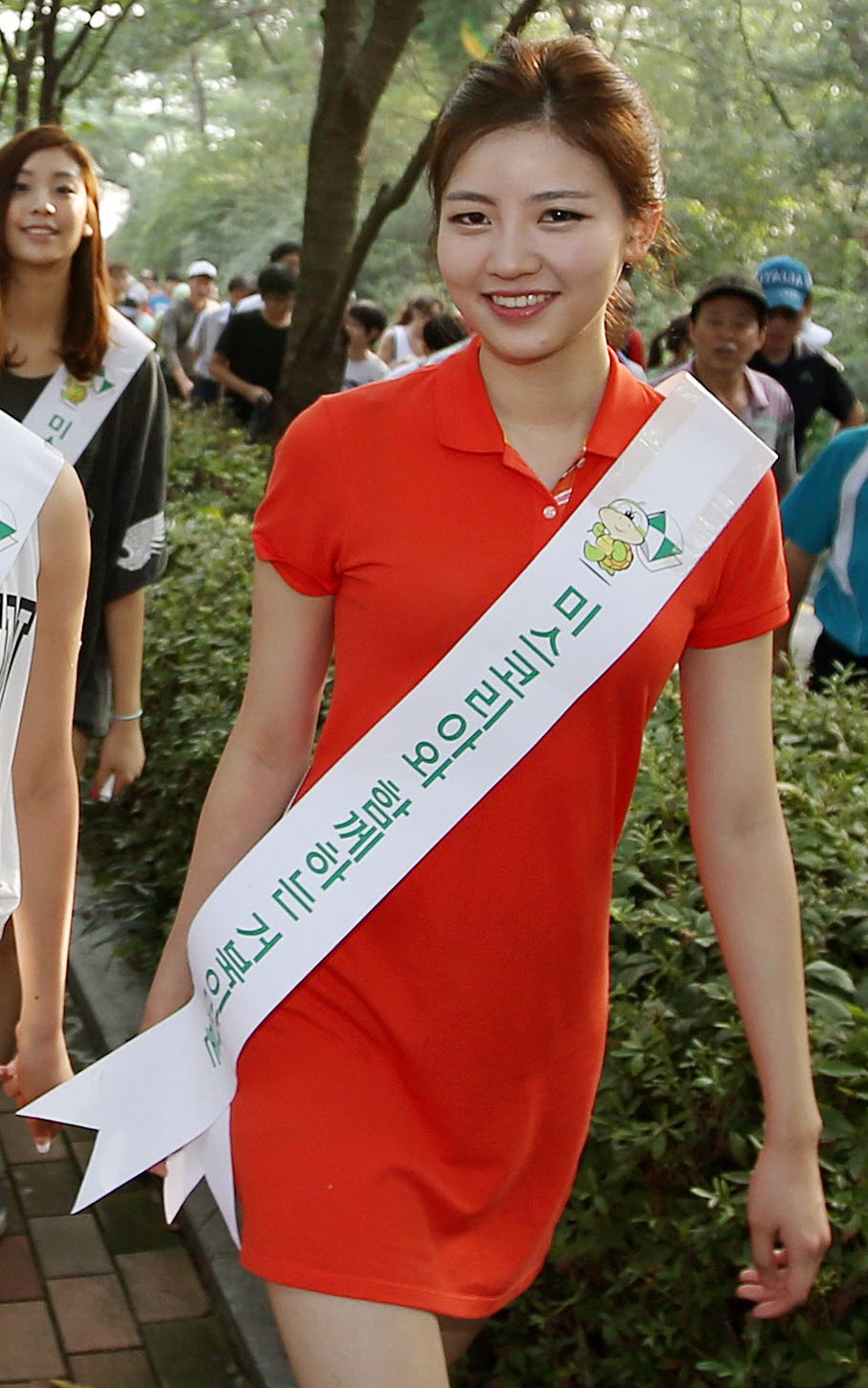
Miss Universo Corea del Sur 2015, Kim Seo-yeon

### Miss Mundo Corea del Sur (1959-2010)
: Declarada como ganadora
     : Terminó como finalista
     : Terminó como una de las semifinalistas o cuartofinalistas
     : Terminó como ganadora de premios especiales
| Año  | Miss Mundo Corea del Sur | Nombre en coreano | Título nacional       | Posición en Miss Mundo | Premios especiales |
| ---- | ------------------------ | ----------------- | --------------------- | ---------------------- | --- |
| 1959 | Seo Jung-ae              | 서정애            | 1.ª finalista de 1959 | No clasificó           | |
| 1960 | Lee Young-hee            | 이영희            | 2.ª finalista de 1960 | Top 10                 | |
| 1961 | Hyun Chang-ae            | 현창애            | 2.ª finalista de 1961 | No clasificó           | |
| 1962 | Chung Tae-ja             | 정태자            | 2.ª finalista de 1962 | No clasificó           | |
| 1963 | Choi Keum-shil           | 최금실            | 2.ª finalista de 1963 | Top 14                 | |
| 1964 | Yoon Mi-hee              | 윤미희            | 2.ª finalista de 1964 | No clasificó           | |
| 1965 | Lee Eun-ah               | 이은아            | 2.ª finalista de 1965 | Top 16                 | |
| 1966 | Chung Eul-sun            | 정을선            | 2.ª finalista de 1966 | No clasificó           | |
| 1967 | Chung Young-hwa          | 정영화            | 2.ª finalista de 1967 | No clasificó           | |
| 1968 | Lee Ji-eun               | 이지은            | 2.ª finalista de 1968 | No clasificó           | |
| 1969 | Kim Seung-hee            | 김승희            | 2.ª finalista de 1969 | No clasificó           | |
| 1970 | Lee Jung-hee             | 이정희            | 2.ª finalista de 1970 | No clasificó           | |
| 1971 | Lee Young-eun            | 이영은            | 4.ª finalista de 1971 | No clasificó           | |
| 1972 | Chung Keum-ok            | 정금옥            | 4.ª finalista de 1972 | No compitió            | No compitió |
| 1973 | An Soon-young            | 안순영            | 5.ª finalista de 1973 | No clasificó           | |
| 1974 | Shim Kyoung-sook         | 심경숙            | 2.ª finalista de 1974 | No clasificó           | |
| 1975 | Lee Sung-hee             | 이성희            | 1.ª finalista de 1975 | No clasificó           | |
| 1976 | Shin Byoung-sook         | 신병숙            | 3.ª finalista de 1976 | No clasificó           | |
| 1977 | Kim Soon-ae              | 김순애            | 5.ª finalista de 1977 | No clasificó           | |
| 1978 | Je Eun-jin               | 제은진            | 5.ª finalista de 1978 | No clasificó           | |
| 1979 | Hong Yeo-jin             | 홍여진            | 1.ª finalista de 1979 | No clasificó           | |
| 1980 | Chang Sun-ja             | 장선자            | 1.ª finalista de 1980 | No clasificó           | |
| 1981 | Lee Han-na               | 이한나            | 1.ª finalista de 1981 | No clasificó           | |
| 1982 | Choi Sung-yoon           | 최성윤            | 1.ª finalista de 1982 | No clasificó           | |
| 1983 | Seo Min-sook             | 서민숙            | 2.ª finalista de 1983 | No clasificó           | |
| 1984 | Lee Joo-hee              | 이주희            | 3.ª finalista de 1984 | No clasificó           | |
| 1985 | Park Eun-kyoung          | 박은경            | 5.ª finalista de 1984 | No clasificó           | |
| 1986 | An Jung-mi               | 안정미            | 1.ª finalista de 1985 | No clasificó           | |
| 1987 | Chung Myoung-sun         | 정명선            | 2.ª finalista de 1986 | No clasificó           | |
| 1988 | Choi Yeon-hee            | 최연희            | 1.ª finalista de 1987 | Primera finalista      | - Reina de Belleza de Asia - Votación de popularidad de los espectadores locales (2.ª finalista)                              |
| 1989 | Kim Hye-ri               | 김혜리            | 1.ª finalista de 1988 | No clasificó           | |
| 1990 | Go Hyun-jung             | 고현정            | 1.ª finalista de 1989 | No clasificó           | |
| 1991 | Kim Tae-hwa              | 김태화            | 1.ª finalista de 1990 | No clasificó           | |
| 1992 | Lee Mi-young             | 이미영            | 2.ª finalista de 1991 | No clasificó           | |
| 1993 | Lee Seung-yeon           | 이승연            | 2.ª finalista de 1992 | Top 10                 | |
| 1994 | Chae Yeon-hee            | 채연희            | 3.ª finalista de 1993 | No clasificó           | |
| 1995 | Choi Yoon-young          | 최윤영            | 1.ª finalista de 1995 | Top 5                  | - Reina de Belleza de Asia y Oceanía                                                                                          |
| 1996 | Seol Soo-jin             | 설수진            | 1.ª finalista de 1996 | No clasificó           | |
| 1997 | Kim Jin-ah               | 김진아            | 1.ª finalista de 1997 | No clasificó           | |
| 1998 | Kim Kun-woo              | 김건우            | 1.ª finalista de 1998 | No clasificó           | |
| 1999 | Han Na-na                | 한나나            | 1.ª finalista de 1999 | No clasificó           | |
| 2000 | Shin Jung-sun            | 신정선            | 1.ª finalista de 2000 | No clasificó           | |
| 2001 | Seo Hyun-jin             | 서현진            | 1.ª finalista de 2001 | No clasificó           | - Premio Best Dress Design |
| 2002 | Chang Yoo-kyoung         | 장유경            | 1.ª finalista de 2002 | No compitió            | No compitió |
| 2003 | Park Ji-yea              | 박지예            | 1.ª finalista de 2003 | No clasificó           | |
| 2004 | Han Kyoung-jin           | 한경진            | 1.ª finalista de 2004 | No clasificó           | |
| 2005 | Oh Eun-young             | 오은영            | 1.ª finalista de 2005 | Top 6                  | - Reina de Belleza de Asia Pacífico - 'Belleza con Propósito - Talento (1.ª finalista)                                        |
| 2006 | Park Sharon              | 박샤론            | 1.ª finalista de 2006 | No clasificó           | - Deportes (Top 24) |
| 2007 | Cho Eun-ju               | 조은주            | 1.ª finalista de 2007 | No clasificó           | - Premio Best Dress Design - Belleza Playera (Top 21)                                                                         |
| 2008 | Choi Bo-in               | 최보인            | 1.ª finalista de 2008 | No clasificó           | |
| 2009 | Kim Joo-ri               | 김주리            | Miss Corea 2009       | Top 16                 | - Reina de Belleza de Asia y Oceanía - Talento (1.ª finalista) - Premio Best Dress Design (Top 12) - Belleza Playera (Top 20) |
| 2010 | Kim Hye-young            | 김혜영            | 1.ª finalista de 2010 | No clasificó           | |

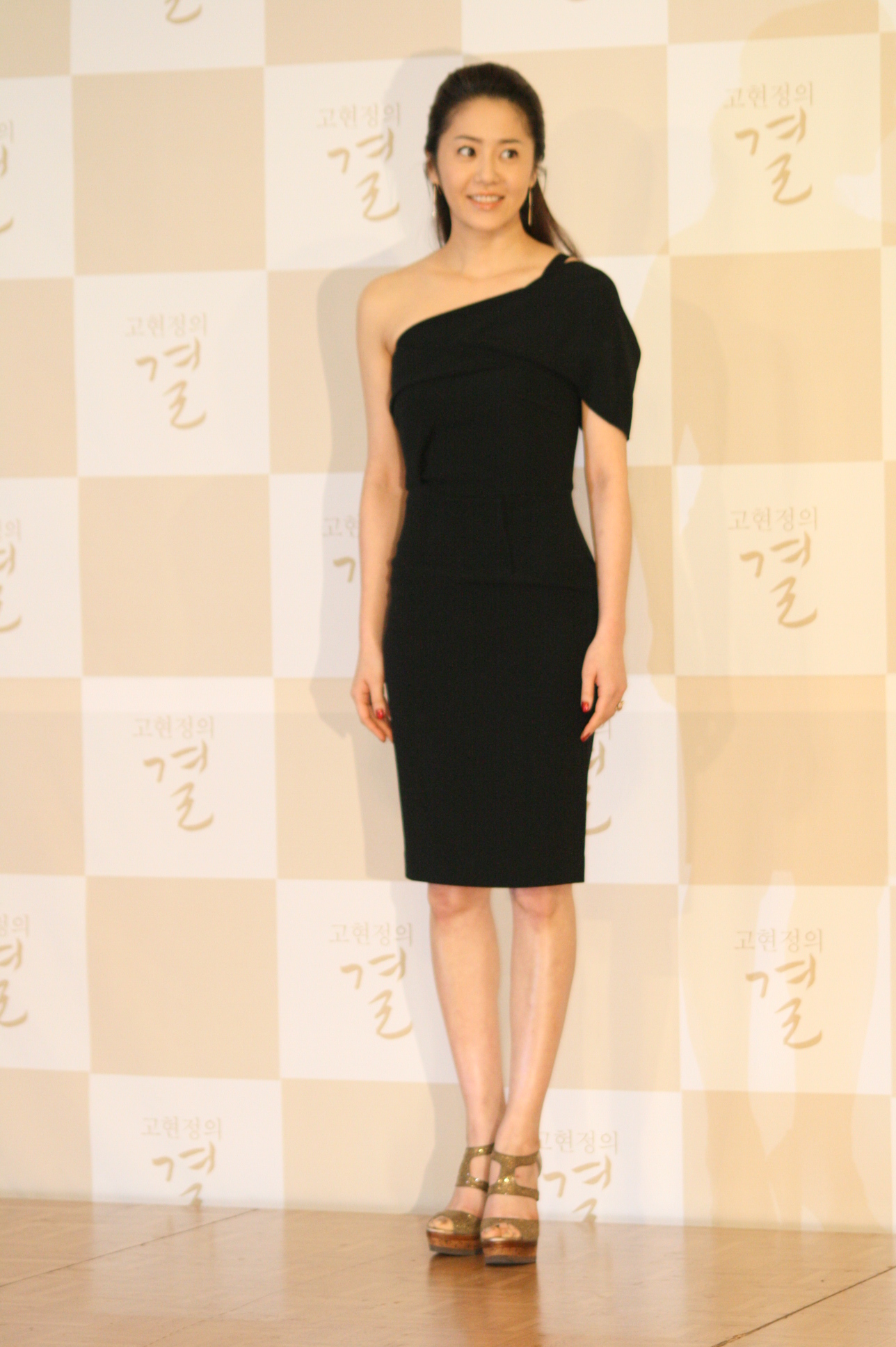
Miss Mundo Corea del Sur 1990, Go Hyun-jung
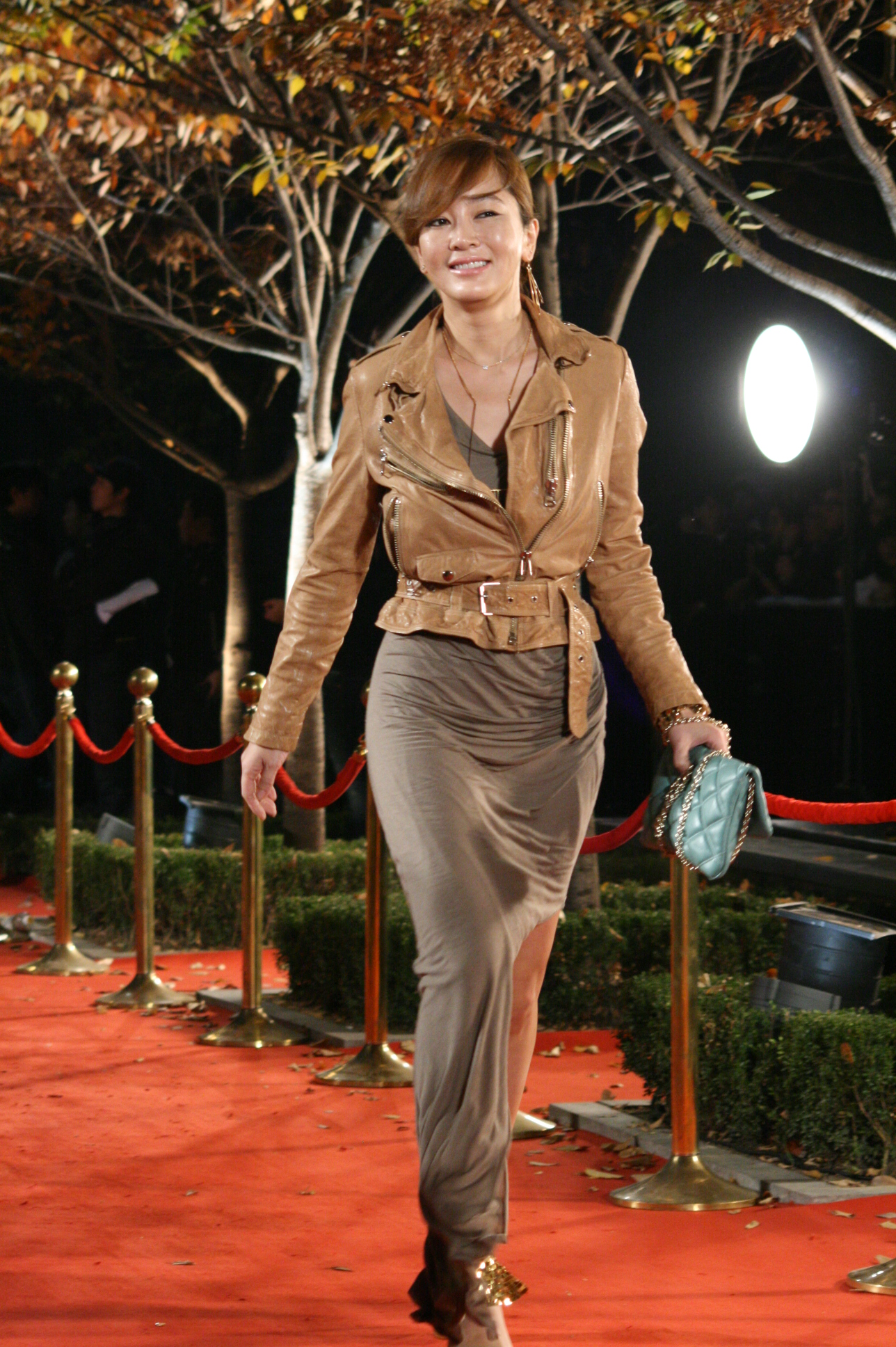
Miss Mundo Corea del Sur 1993, Lee Seung-yeon
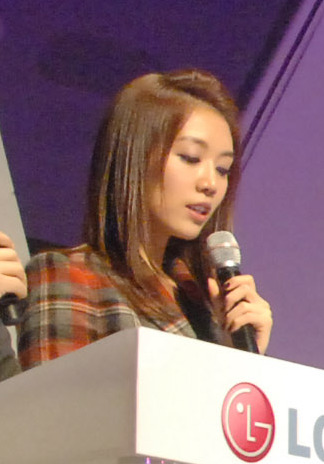
Miss Mundo Corea del Sur 2001, Seo Hyun-jin
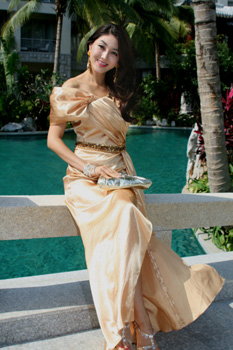
Miss Mundo Corea del Sur 2007, Cho Eun-ju
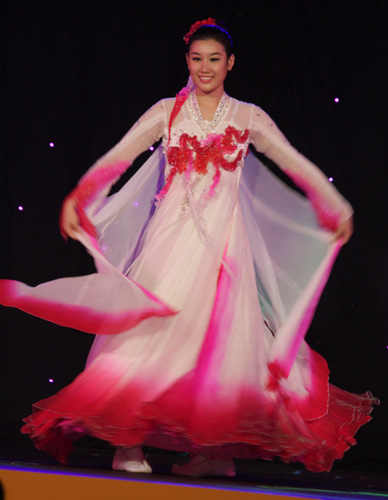
Miss Mundo Corea del Sur 2008, Choi Bo-in
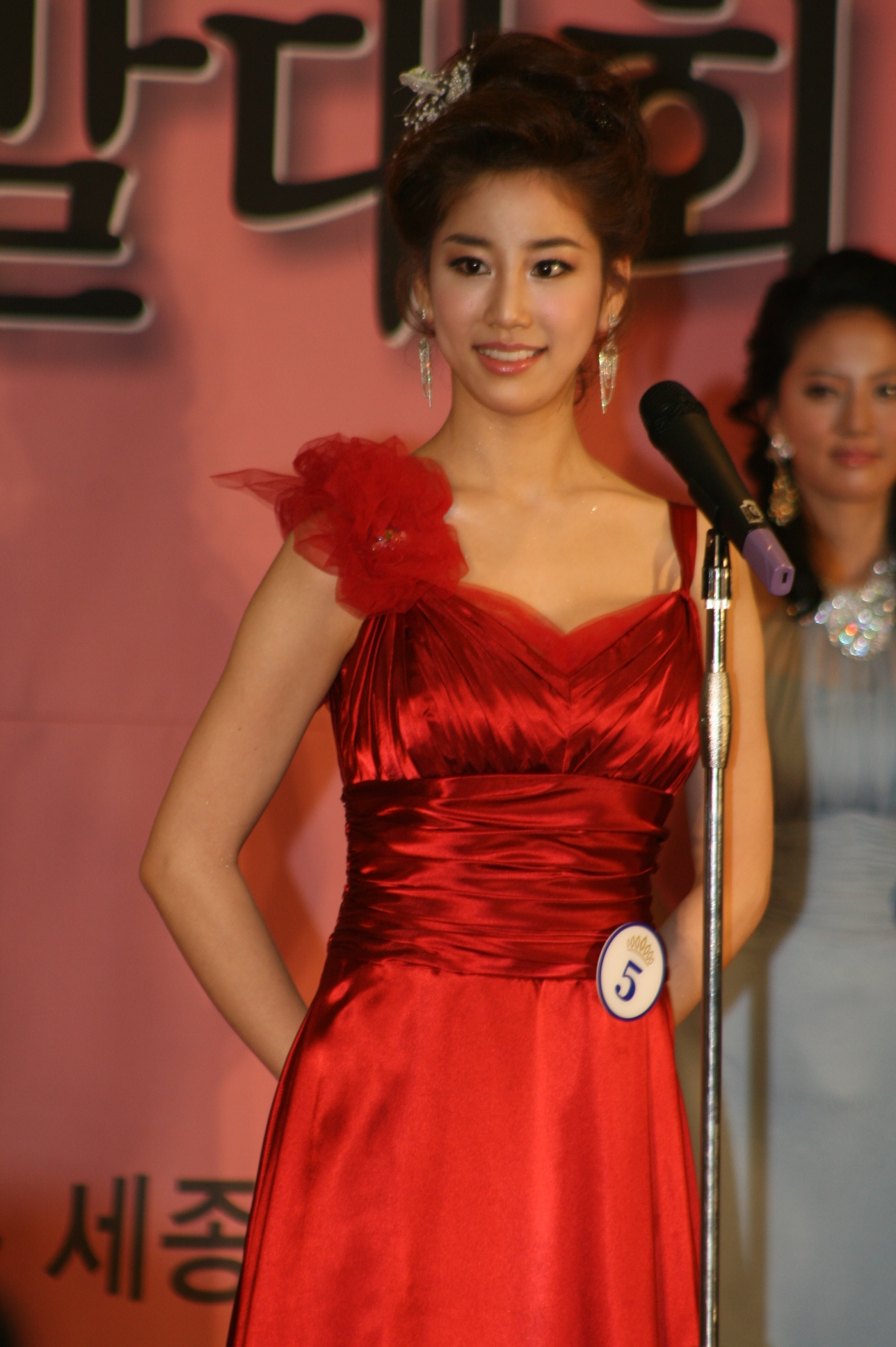
Miss Mundo Corea del Sur 2009, Kim Joo-ri
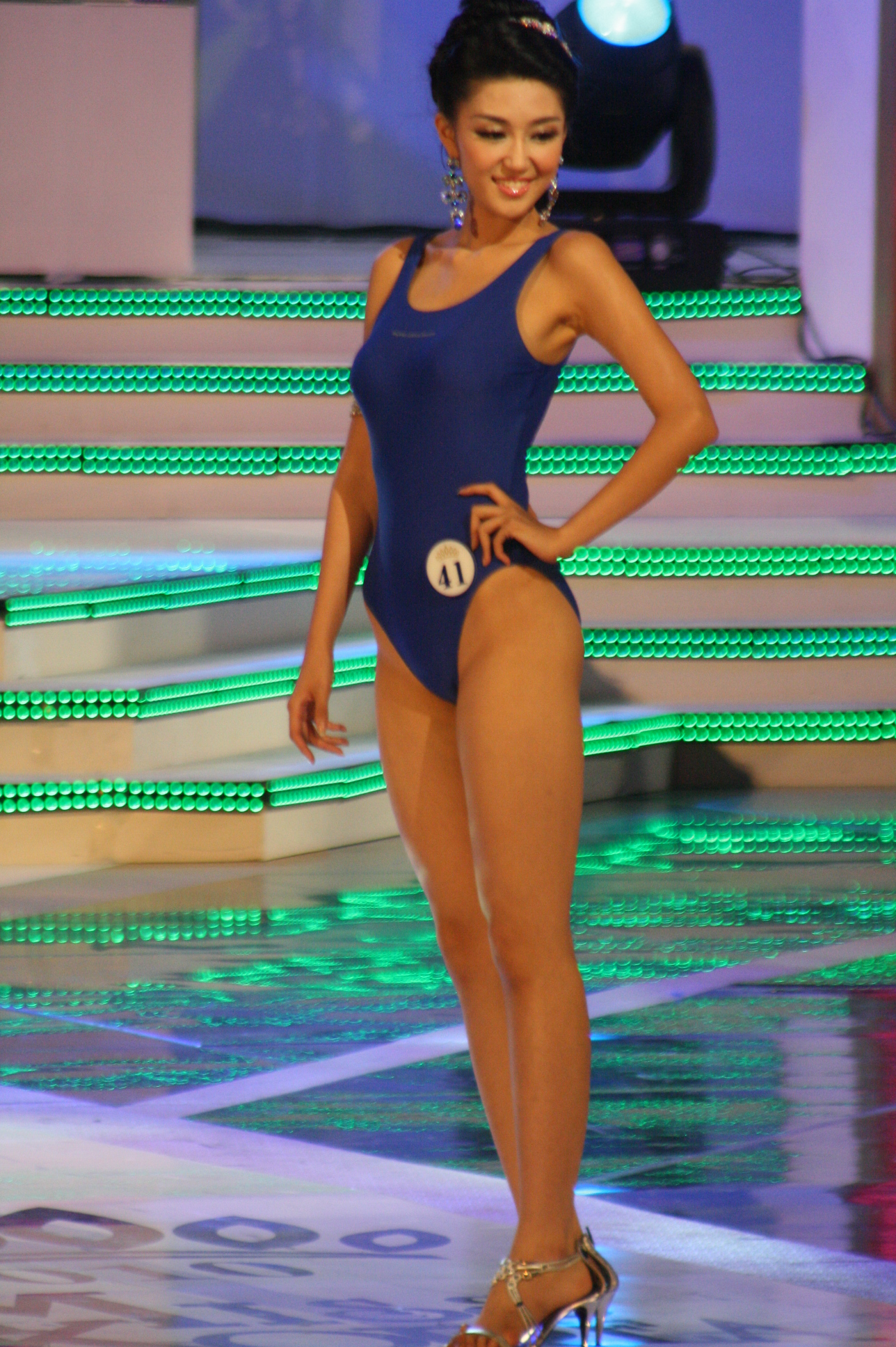
Miss Mundo Corea del Sur 2010, Kim Hye-young